# Ritterhallen (Akkon)
Die Ritterhallen (hebräisch אוּלַמּוֹת הָאַבִּירִים, translit. Ūlammōth ha-Abbīrīm; arabisch قاعات الفرسان, DMG Qāʿāt al-Fursān; englisch Knights’ Halls) sind Ausstellungsräume und eine Stätte für kulturelle Veranstaltungen in Akkon, Nordbezirk Israels. Zur Unterscheidung von anderen Teilen der Zitadelle, in die sie baulich einbezogen sind, bezeichnet man als Ritterhallen die öffentlich zugänglichen Räume des so genannten Grand Manoir (Großes Herrenhaus, einstige Ordensverwaltung) wie des Ritter- und Pilgerhospizes im nördlichen Teil der Johanniterkommende.
Die Ritterhallen sind Gewölbesäle der originalen Bausubstanz der mittelalterlichen Johanniterkommende (hebräisch מֶרְכַּז הַמִּסְדָּר הָהוֹסְפִּיטַלֶרִי Merkaz ha-Misdar ha-Hōspīṭalerī; arabisch القلعة الإسْبِتَارِيَّةُ, DMG al-Qalʿa al-Isbitāriyya), die der Johanniterorden im 12. und 13. Jahrhundert errichten ließ. Die heute zugänglichen Hallen, teils über drei Etagen erhalten, sind jene, die die Zerstörungen 1291 und den folgenden Verfall überstanden und ab den 1950er Jahren ergraben und freigelegt wurden. Die Krypta der einstigen Johanniterkirche St. Johannis Baptistae, von Beginn an Teil der Ausstellungsräume, im südlichen Teil der Kommende ist durch einen 60 Meter langen Gang unter dem heutigen Straßenniveau als Teil der Ritterhallen erschlossen.
Die Ritterhallen stehen dem Publikum seit 1979 zu regelmäßigen Öffnungszeiten offen. Die seit den 1950er Jahren freigelegten Gewölbe der Kommende wurden zunächst wissenschaftlich ausgewertet und waren anfangs nur gelegentlich, wie zu Führungen oder Konzerten, der Öffentlichkeit zugänglich. Die Zahl der in die Ritterhallen einbezogenen Räume wuchs mit der Erschließung und Stabilisierung weiterer Teile des Ordensbaus, wie 2000 der offene, ausgehobene Hof des Grand Manoir und 2009 die gesamte Pfeilerhalle im Ostflügel.
Als Museum zeigen die Ritterhallen Exponate und Informationstafeln zu Geschichte, Kultur und Architektur von Kreuzfahrern, katholischen Levantinern lateinischen Ritus (so genannte Franken; الفرنجة, DMG al-Faranǧa) und Pullanen im ehemaligen Königreich Jerusalem. Auch Fundstücke aus anderen Epochen werden in den Ritterhallen gezeigt. Geeignete Räume dienen gelegentlich auch öffentlichen Veranstaltungen oder geschlossenen Gesellschaften.

## Lage

Plan der Altstadt mit Grundrissen von Wällen, Ritterhallen (№ 2: Nordmauer des osmanischen Vorhofs, № 3: Säle 1–6, № 4: Hof, № 5: Refektorium, Grundriss H: Krypta von St. Johannis), № 20: Dschazzār-Moschee auf Unterbau der Kreuzkathedrale, № 22: Chan al-Ifranǧ und weiteren Bauten

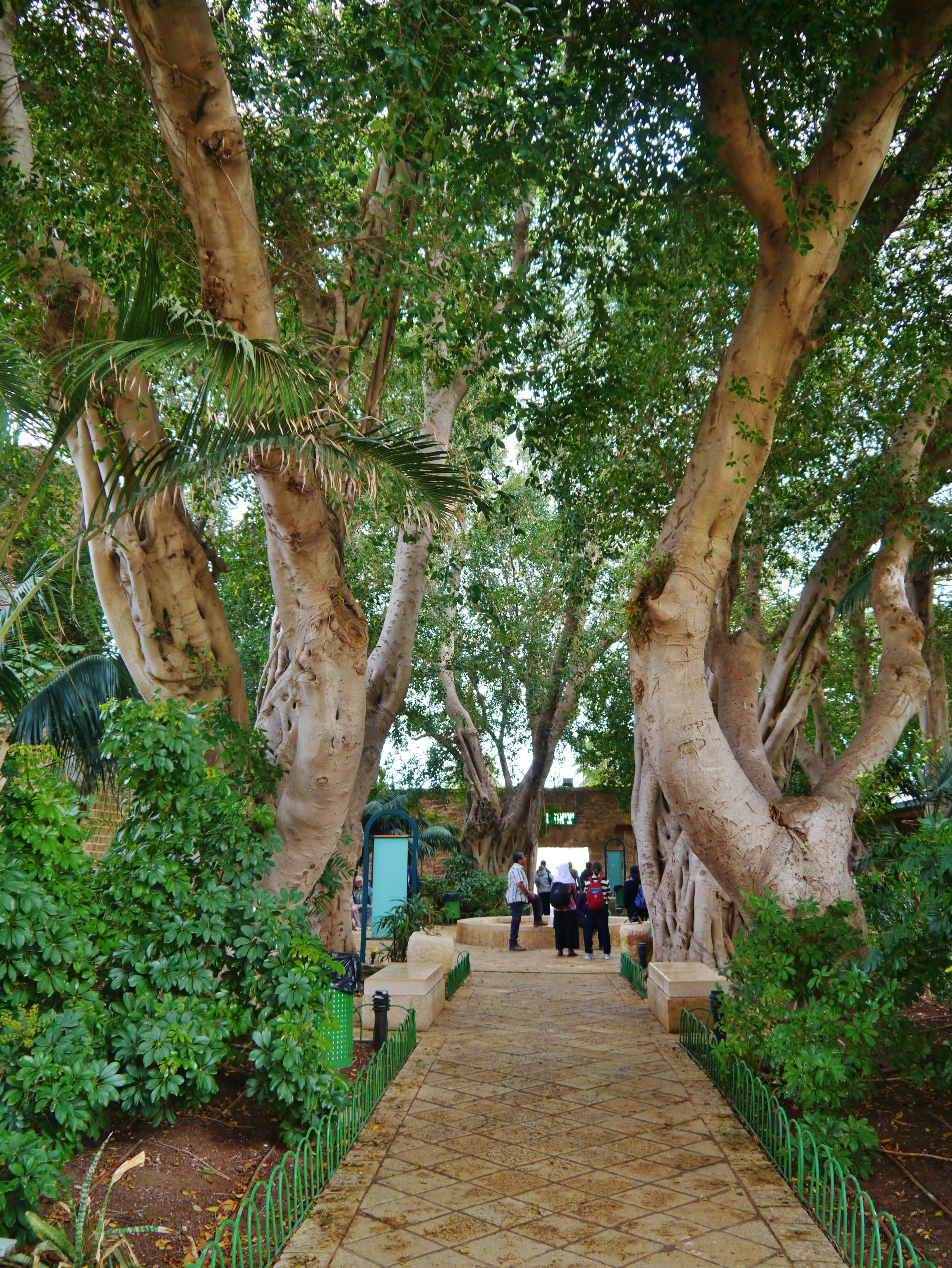
Vorhof: Ha-Gan ha-Qassūm mit Brunnen, 2014

Die Ritterhallen liegen in Akkon am nördlichen Rand der heutigen Altstadt direkt an der enger gezogenen osmanischen Stadtmauer, die nur einen Teil der Fläche der einstigen Kreuzfahrerstadt einschließt, und das Werk des arabischen Regionalpotentaten Ẓāhir al-ʿUmar (1690–1775) und des osmanischen Statthalters Ahmad ‹al-Dschazzār› Pascha (1722–1804) ist. An dieser alten Stadtmauer, die hier seit Anlage der Neustadt Montmusard zu Beginn des 13. Jahrhunderts bis zur Zerstörung Akkons 1291 zwischen Neu- und Altstadt verlief, besetzte die Johanniterkommende von Westen aus gesehen den Mauerabschnitt zwischen dem zweiten und dritten Turm, die osmanisch überbaut erhalten sind. Die Ritterhallen sind die ergrabenen und baulich stabilisierten Reste der Johanniterkommende, die sich nördlich und südlich beiderseits des Rechov Portzej ha-Mivtzar (רְחוֹב פּוֹרְצֵי הַמִּבְצָר ‚Straße der Einbrecher in die Festung‘; شارع اللص في القلعة, DMG Šāriʿ al-Laṣi fī al-Qalʿa) erstrecken.
Die Gassen und Straßen um die Ritterhallen liegen heute sieben bis acht Meter über dem mittelalterlichen Straßenniveau,:171 da man bei Wiedererschließung der Ruinen im 18. Jahrhundert herabgestürzte Trümmer und Schutt der einst imposanten oberen Etagen in den Gassen beließ und sich damit begnügte, mit Sandaufschüttungen ein neues, höheres Straßenniveau zu ebnen. Damit ist dieser Bereich heute die höchste Lage in Akkos Altstadt. Entsprechend liegen die Ritterhallen überwiegend unter dem heutigen Straßenniveau.

## Ausstellung
Außer den Ritterhallen befinden sich im Komplex der Zitadelle das Museum der Gefangenen des Untergrunds im osmanischen Oberbau und das 1980 eröffnete Okaschi-Museum für Kunst am östlichen Vorhof der Zitadelle im so genannten Diwan-Chan. Besucher betreten den Komplex der Ritterhallen durch den östlichen, in osmanischer Zeit erbauten Vorhof vom Rechov Weizmann 1 (1 רְחוֹב וַיצְמַן).
Dort befinden sich auch Kasse und Funktionsräume für Besucher. Durch eine Grünanlage, ha-Gan ha-Qassūm (הַגַּן הַקָּסוּם ‚Verzauberter Garten‘), im Vorhof und zu Füßen des Burǧ al-Chazna (برج الخزنة ‚Schatzkammerturm‘) erreichen die Besucher den eigentlichen Baukomplex des Grand Manoir. Vor 2000 betraten Besucher die Ritterhallen noch vom شارع الجزار, DMG Šāriʿ al-Ǧazzār durch ein Gewölbe des Diwan-Chans östlich neben dem Okaschi-Museum. Nicht alle Teile der ergrabenen Johanniterkommende sind heute öffentlich zugänglich, weshalb die Räume und Funde, die darin gemacht wurden, nicht an dieser Stelle im Abschnitt über die Ausstellung, sondern im Kapitel Baubeschreibung dargestellt sind.

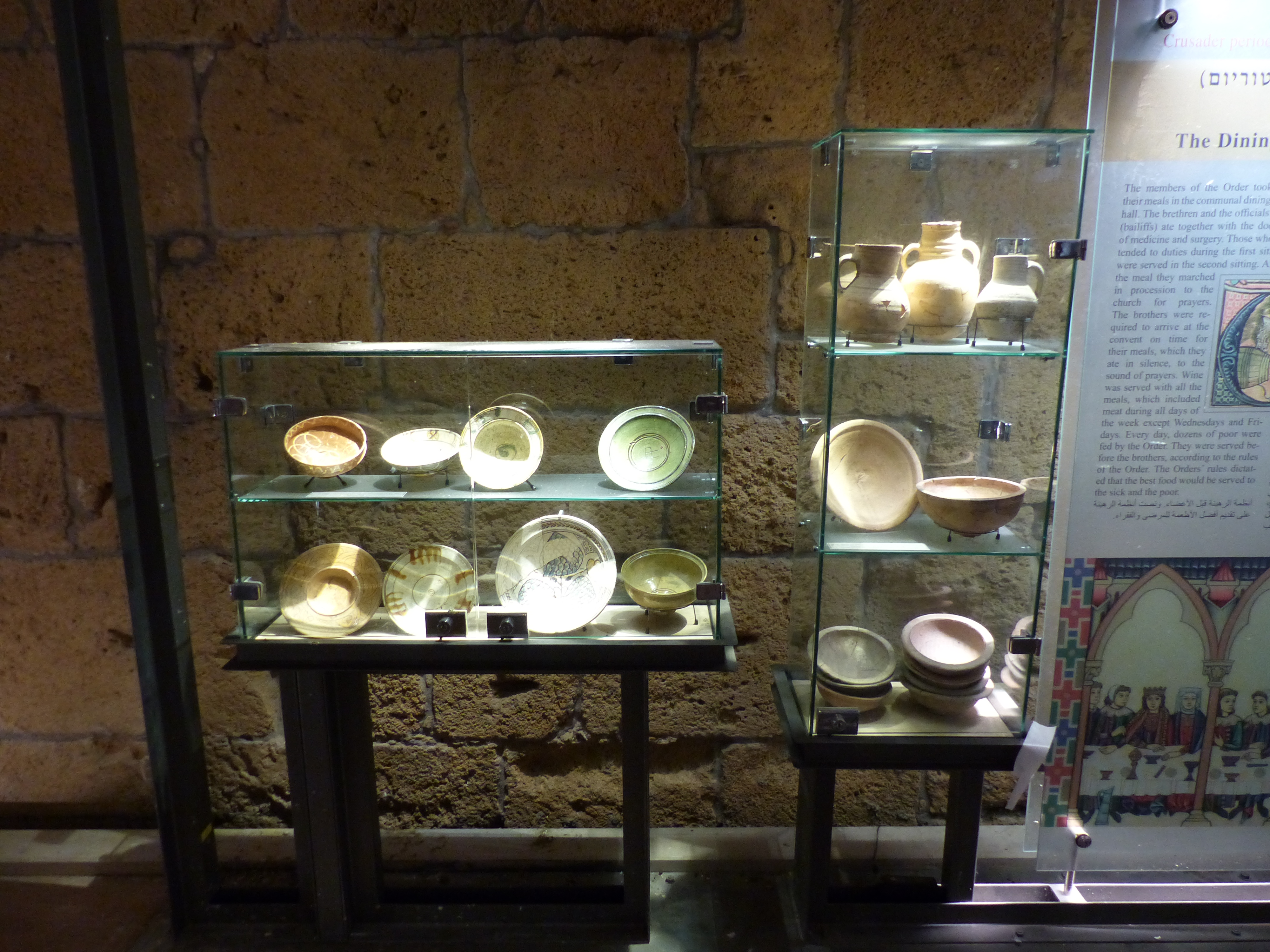
Refektorium: Vor Ort geborgenes Geschirr, 2017

Besucher können sich vor allem von den Überresten unterer Geschosse der Johanniterkommende einen Eindruck verschaffen, da höher gelegene Etagen durch moslemische Eroberer und den Zahn der Zeit zerstört wurden. Inzwischen freigelegte und restaurierte Teile der Kommende bergen heute eine Dauerausstellung zu ihrer Geschichte und jener der Kreuzfahrerzeit. Im Refektorium ist Geschirr zu sehen, dass man vor Ort gefunden hat. Neben den vielen einfachen Schüsseln fanden die Ausgräber auch Bruchstücke eines aufwändiger gestalteten Exemplars, die unter ihrer Glasur olivfarbene Johanniterkreuze im fahlgelben Untergrund zeigen. Es ist mithin eines der frühesten Artefakte, welches das Ordenskreuz noch im gradlinigen Stil des 12. Jahrhunderts zeigt.

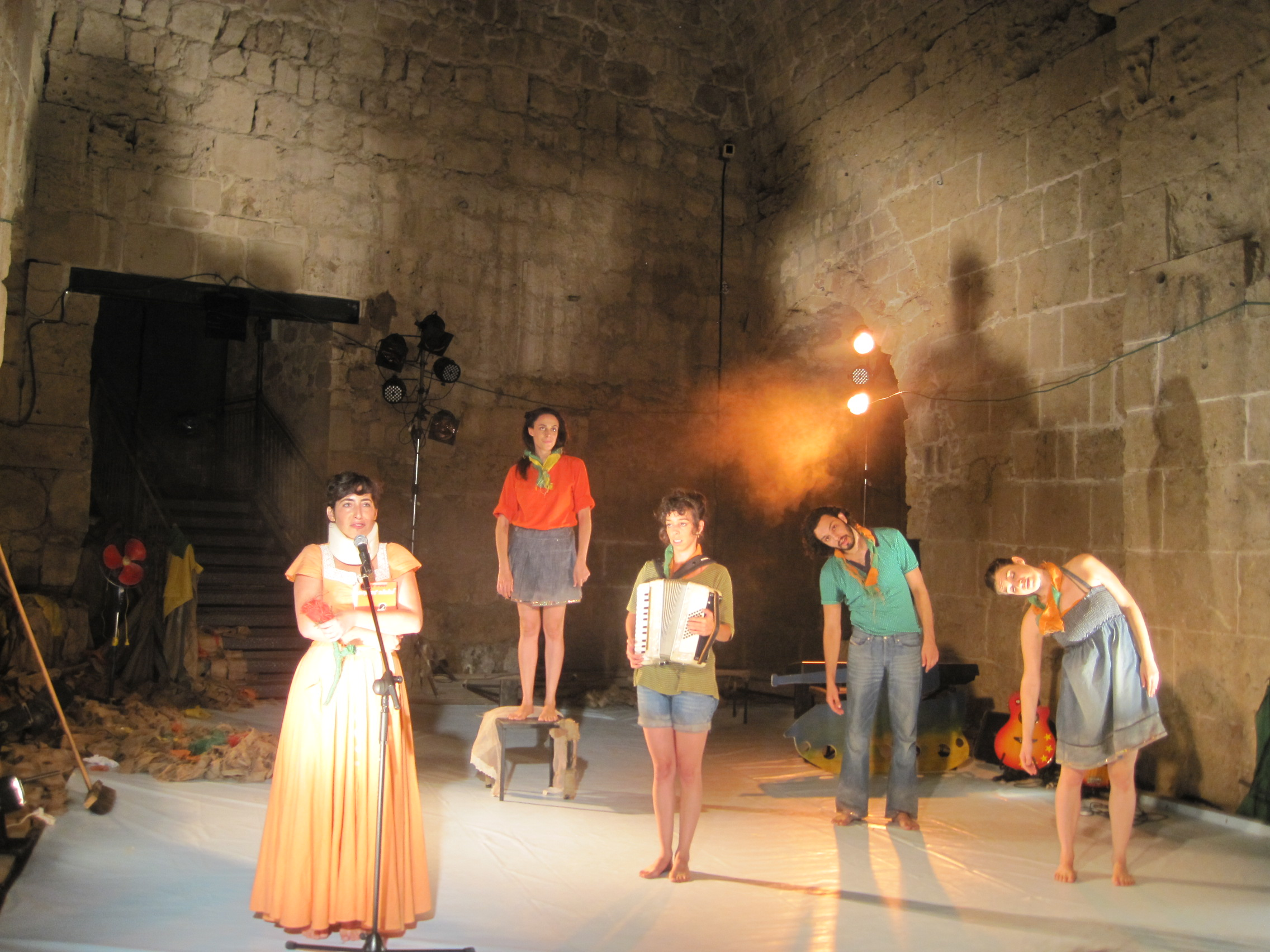
Ritterhallen: Aufführung beim Akko-Festival, 2012

Im Kerker der Kommende zeigen Vitrinen Funde aus Akko aus phönikischer, hellenistischer, römischer oder umayyadischer Zeit, die nicht nur aus der Grabungen in der Kommende stammen. Es gibt auch Stände von Kunsthandwerkern, die ihre Schöpfungen vor Ort fertigen und an Interessierte verkaufen. Teile der Kommende werden gelegentlich auch für geschlossene Veranstaltungen genutzt, oder für öffentliche Ereignisse, wie das Akko-Festival für alternatives israelisches Theater (פֶסְטִיבָל עַכּוֹ לְתֵיאַטְרוֹן יִשְׂרְאֵלִי אַחֵר Fesṭīval ʿAkkō lə-Tejʾaṭrōn jisrəʾelī acher).

## Geschichte
Akko ist eine alte Stadt am Mittelmeer, wo der Handelsweg Via Maris zwischen Ägypten und Mesopotamien von See- auf Karawanentransport und umgekehrt wechselte. Mehrfach zerstört und aufgebaut und noch öfter von einem Herrn an einen anderen gefallen (Phönikier, Altägypter, Alexander der Große, Römer, Byzantiner, um nur einige zu nennen) gehörte Akko seit dem 10. Jahrhundert zum Reich der ägyptischen Fatimiden. 1104 belagerte das Königreich Jerusalem mit seinen Streitkräften, unterstützt von Kreuzfahrern und genuesischer Marine die Stadt Akko.
Unter Zusage freien Abzugs mit ihrer beweglichen Habe oder des Verbleibs als Untertanen des Königs von Jerusalem ergaben sich die Akkoner, jedoch überfielen Genuesen wehrlos ausziehende Einwohner, was dann als allgemeines Gemetzel der Belagerer an allen Akkonern und ihrer Plünderung endete. Dennoch wuchs die Stadtbevölkerung unter den Kreuzfahrern bald wieder auf 40.000 bis 50.000 Einwohner, womit das Akko der Kreuzfahrer eine bedeutende mittelalterliche Stadt war.

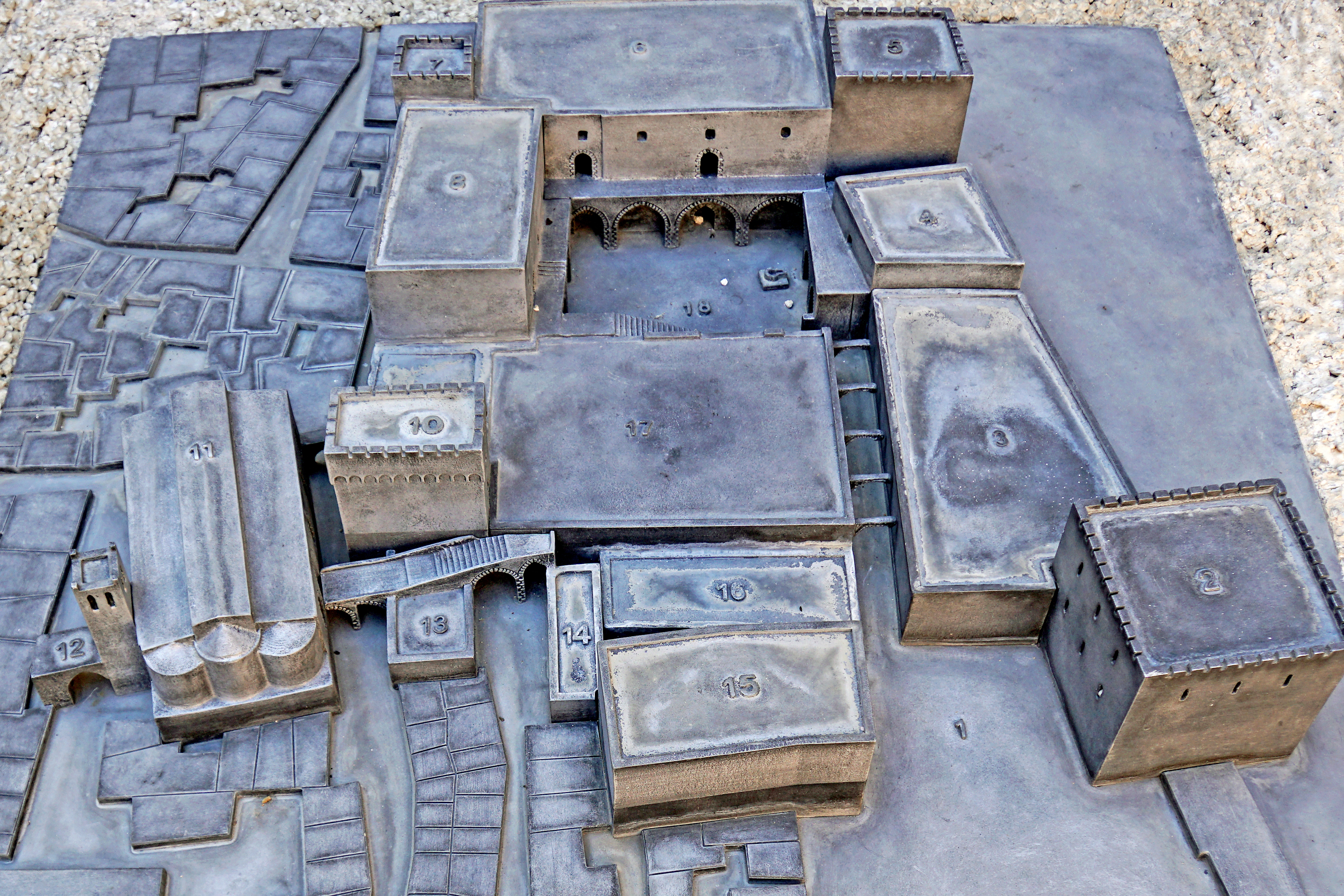
Modell der Kommende mit Johanniskirche (li.) sowie Pilger- und Ritterhospiz (re.), verbunden durch eine Brücke über die Geschäftsstraße, Ansicht von Osten vor 1291

### Zu Zeiten der Kreuzfahrer
Nach Einnahme der Stadt durch die Kreuzfahrer übernahmen die Johanniter als ihre Kommende ein Geviert südwestlich der großen Freitagsmoschee (zu der Zeit im Umbau/Abbruch für die neue Heilig-Kreuz-Kathedrale), das Seʾev Goldmann als eine arabisch-fatimidische Karawanserei des 10. oder 11. Jahrhunderts identifizierte.
Auf Schenkungen hin begannen zu Beginn des 12. Jahrhunderts die Johanniter ihre Kommende nördlich des ursprünglichen Gevierts, jenseits einer wichtigen Geschäftsstraße zu erweitern. In den 1130er Jahren mussten beim Ausbau der Heilig-Kreuz-Kathedrale um einen mächtigen Nordzugang benachbarte Johanniterbauten weichen, woraufhin die Ordensgemeinschaft den Standort nördlich der Kathedrale aufgab und Mitte des 12. Jahrhunderts seine Niederlassung weiter westlich um ein neues Ordenshaus erweiterte, was heute weitenteils freigelegt als Ritterhallen zu sehen ist. Älteste Nachricht dieses neuen Baus stammt von 1141 aus der Zeit der Königin-Regentin Melisende von Jerusalem.

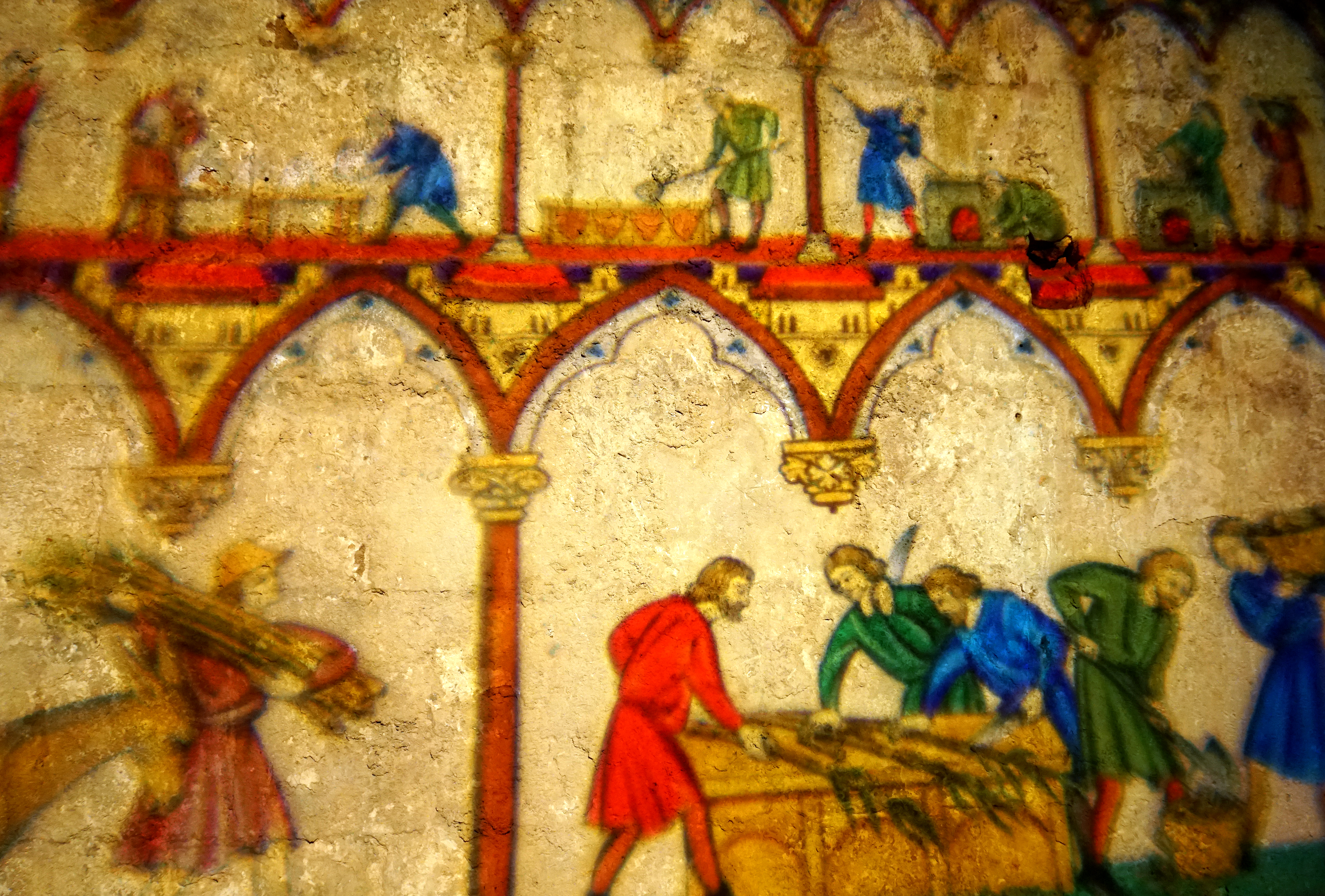
Unterm Rechov Portzej ha-Mivtzar: Niveau der alten Geschäftsstraße mit Projektion der Verarbeitung von Zuckerrohr zu Zucker, 2016

Als neue Nordseite des Hospitalhofes, südlich an der Geschäftsstraße und nunmehr im Zentrum der sich beiderseits dieser Straße erstreckenden Kommende errichteten die Johanniter ihr Johannes dem Täufer geweihtes Gotteshaus, wenig westlich von der Kreuzkathedrale. Älteste Nachricht von dieser Johanniskirche stammt aus dem Jahre 1149. Die Kirche schloss eine heute als Teil der Ritterhallen erschlossene, erhaltene Krypta aus sechs gewölbten Sälen ein, und war laut zeitgenössischen Berichten ein sehr hoch aufragendes Gebäude. Besagte Geschäftsstraße, ab dem Johannistor in der Neustadt Montmusard im Norden südwärts gerichtet, verlief in ihrem mittleren Abschnitt am Ostflügel des Grand Manoir entlang, schwenkte dann nach Westen, um sich nach einem etwa 50-Meter-langem Abschnitt inmitten des Komplexes der Johanniterkommende zwischen nördlichem Grand Manoir und südlicher Johanniskirche wieder nach Süden gen Genuesenviertel zu wenden.
Als wichtige Geschäftsstraße blieb auch jener Abschnitt für die Allgemeinheit offen, der auf etwa 50 Meter Länge den Ordenskomplex durchschnitt, war aber teils überbrückt, um den nördlichen Teil der Kommende (französisch Grand Manoir ‚Großes Herrenhaus‘) aus Ordensverwaltung wie Hospiz für Ritterbrüder und Pilger kreuzungsfrei mit dem südlichen Teil der Kommende aus Johanniskirche und Johanniterhospital zu verbinden. Den zwischen nördlichem und südlichem Teil des Ordenskomplexes verlaufenden Straßenabschnitt, heute unterm Rechov Portzej ha-Mivtzar gelegen, konnte der Johanniterorden in Zeiten der Not durch ein massives Tor sperren, um ein unerwünschtes Durchdringen der Kommende zu unterbinden. Der Rheinländer Theodericus Monachus beschrieb die Kommende, die er 1172 auf seiner Pilgerfahrt gesehen hatte.
Nach Jahren in Feindeshand (1187 bis 1191) wuchsen Akko nach seiner Rückeroberung unter Führung von Richard Löwenherz neue Aufgaben als Hauptstadt des Königreichs Jerusalem zu, da die Kreuzfahrer Jerusalem nicht hatten zurückgewinnen können. Neben den Johannitern hatten Deutscher Orden, Lazarus-Orden und Tempelritter Ordenshäuser in Akko. Der Johanniterorden, der seinen Sitz in Jerusalem verloren hatte, baute seine wiedererlangte Kommende nun in Etappen weiter aus, um auch die zentrale Ordensverwaltung und ab 1271 zudem den Großmeister dort unterzubringen, weshalb die Kommende in französischen Quellen des 17. Jahrhunderts auch als palais du grand-maître (Großmeisterpalais) bezeichnet wird. Die überwiegend französischsprachigen Johanniter nannten ihre Hauptverwaltung auch Grand Manoir.

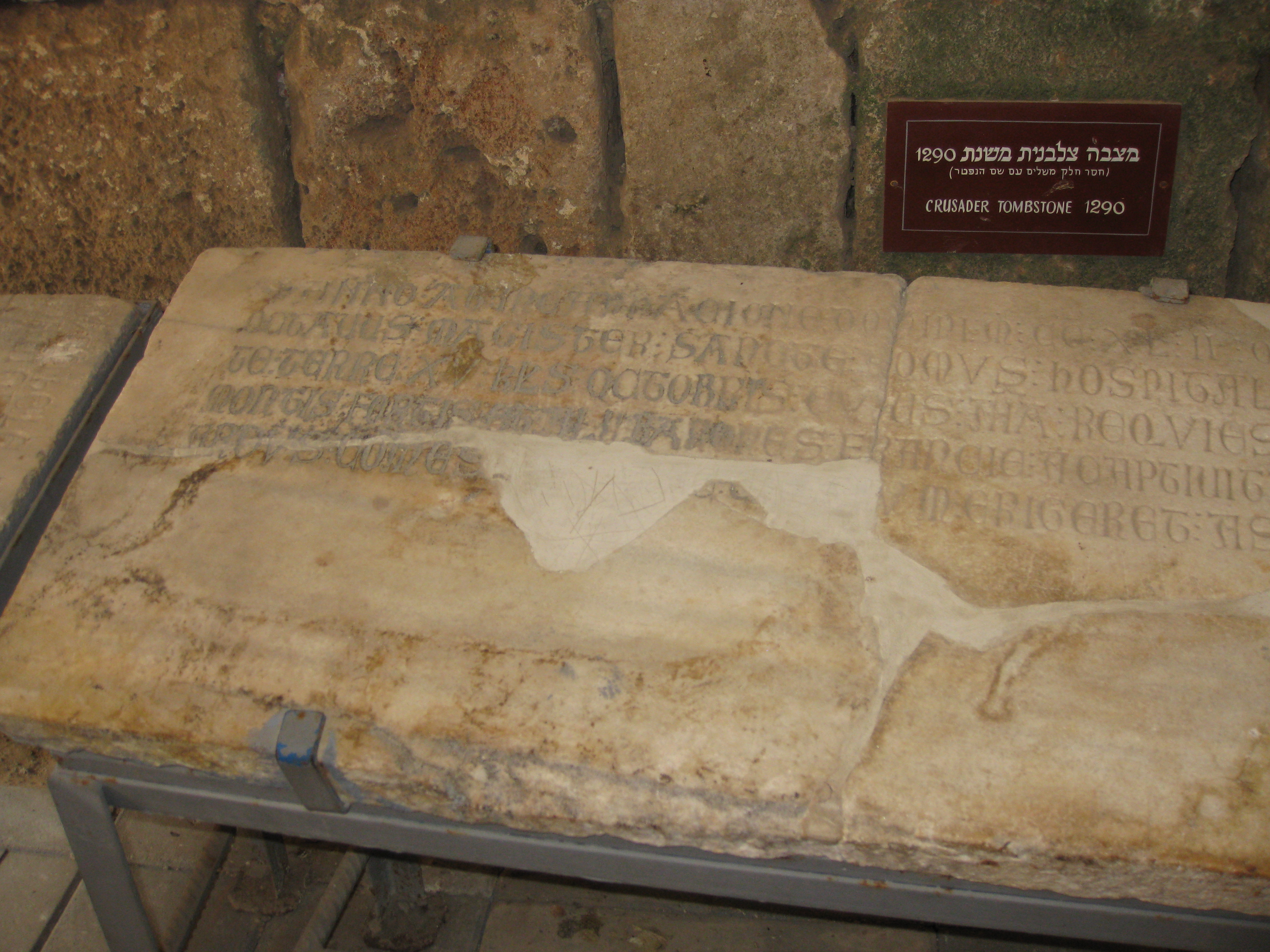
Grabplatte für Petrus de Veteri Brivato aus dem Oratorium, 1959–1962 ergraben

Die Jerusalemer Könige Guido von Lusignan (1192) und Heinrich I. von Jerusalem (1193) machten nacheinander den Johannitern Konzessionen, denen nach der Orden seine Kommende bis zur Straße entlang der alten nördlichen Stadtmauer Akkos erweitern konnte. Der Ausbau zog sich weit ins 13. Jahrhundert hinein und umfasste neue Flügel und zusätzliche Etagen auf älteren Bauteilen. Die Kommende der Johanniter bestand laut einer Karte von Paulinus de Puteoli (Paolino Veneto, 1270–1344) aus dem frühen 14. Jahrhundert aus drei Teilen, nördlichem Ordenshaus (hospitale), südlichem Krankenhaus (domus infirmorum) und Johanniskirche (ecclesie) dazwischen gelegen. Im Oratorium des Johanniterspitals, südlich der Johanniskirche gelegen, fand sich die Grabplatte für Großmeister Petrus de Veteri Brivato, die sein Todesdatum mit XV Tage vor den Kalenden des Oktobers MCCXLII nennt, also 17. September 1242.:27 Vermutlich diente das Oratorium dem Orden in Akko als Grablege.
Der nördliche Teil der Kommende (hospitale) diente zwei wesentlichen Zwecken, er war Wohn-, Übungs- und Aufenthaltsort der Ritterbrüder, barg eine Rohrzuckerfabrik, die wesentlich zu Einnahmen des Ordens beitrug und war Pilgerhospiz. Pilger fanden hier erste Aufnahme, nachdem sie über See Akko erreicht hatten oder nach der Wallfahrt durchs Heilige Land, wenn sie ihre Schiffspassage heimwärts abwarteten. Der Nordflügel der Kommende grenzt an die in Ost-West-Richtung verlaufende alte Kreuzfahrerstadtmauer.

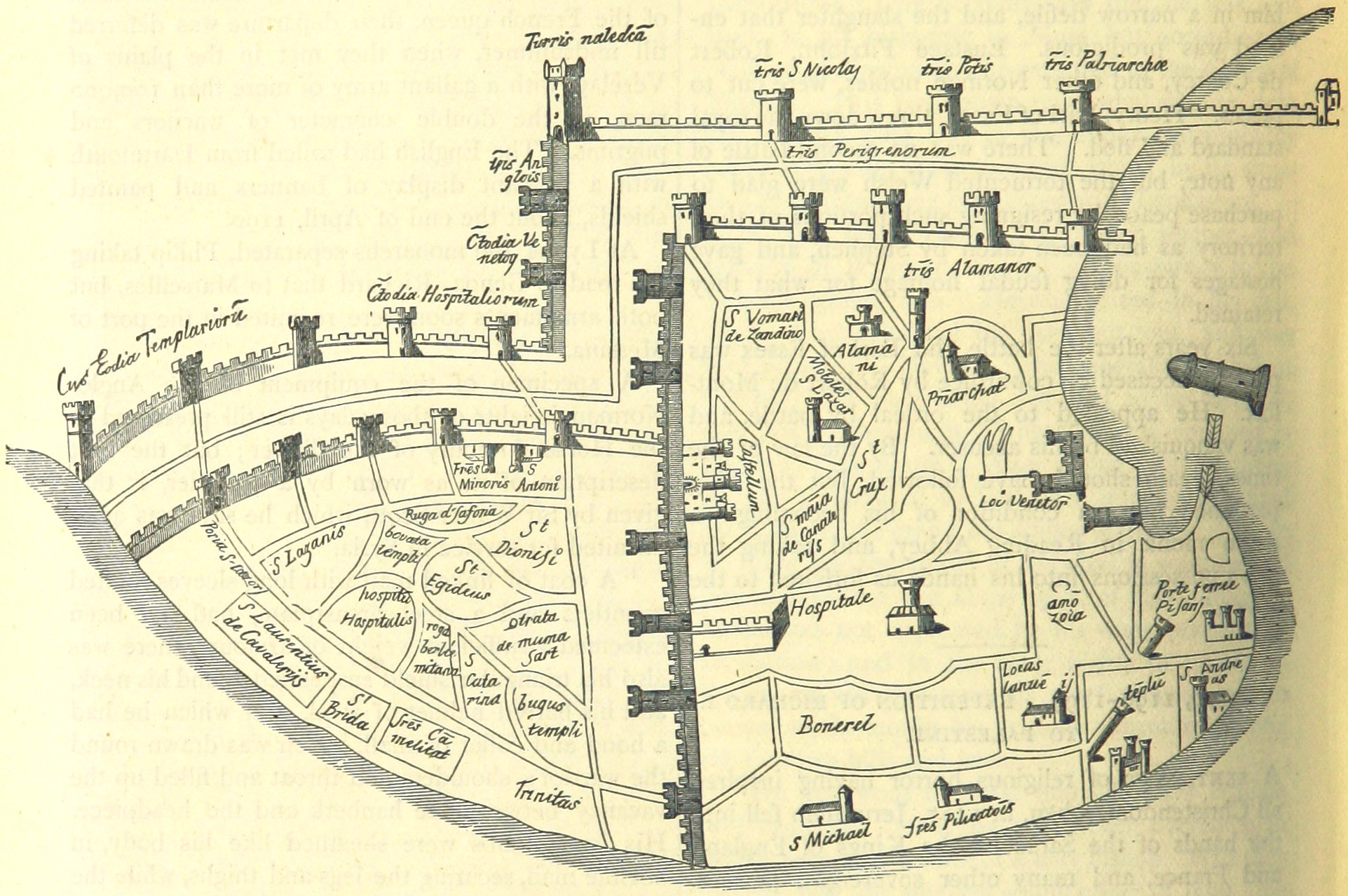
Neustadt Montmusard (li.) und Altstadt Akkos (re.), darin die Johanniterkommende (rechteckiger Block mit Eintrag Hospitale), geosteter Plan von Marino Sanudo d. Ä. (1260–1338)

Eine neue, heute nicht erhaltene Stadtmauer der Kreuzfahrer verlief weiter nordöstlich von Südosten nach Nordwesten diagonal zur alten und entstand nach Erweiterung der Stadt zu Beginn des 13. Jahrhunderts um die Neustadt Montmusard, die auf Initiative Ludwigs IX. von Frankreich zwischen 1250 und 1254 durch eine zweifache neue Mauer in die Befestigung der Stadt einbezogen wurde. Aus wehrstrategischen Erwägungen blieb die alte Mauer jedoch erhalten. An der neuen Mauer um die Neustadt Montmusard oblagen den Johannitern auch Schutz und Verteidigung von Marientor und so genannter Johanniterschanze (C[us]todia Hospitalariorum in der Karte), ein Abschnitt der neuen Mauer.
Mit wachsender Überlegenheit schmälerten die Mamluken die Gebiete der Kreuzfahrer. Schließlich war Akko Ziel der Eroberung. Nach 44 Tagen Belagerung Akkos erstürmten am 18. Mai 1291 Mamluken unter Führung Sultan Chalīls die Stadt. Nach der Einnahme der Stadt konnten sich die Johanniterkommende, das Deutschordenshaus und die Tempelritterfestung noch einige Tage halten. Bewohner, die nicht geflohen waren, wurden vielfach massakriert, überlebende Frauen und Kinder in Harems oder Sklaverei verkauft.

### Von der Zerstörung bis zur Ergrabung
Sultan Chalīl beauftragte 1291 Emir ʿAlam al-Din Sandschar al-Schudschaʿi al-Mansuri (عَلَمُ الدِّينِ سَنْجَرُ الشُّجَاعِيُّ المَنْصُورِيُّ, DMG ʿAlam ad-Dīn Sanǧar aš-Šuǧāʿī al-Manṣūrī) Kirchen und Befestigungen Akkos zu schleifen, um christliche Spuren zu tilgen und den Kreuzfahrern – nach einer eventuellen Rückeroberung – eine erneute Nutzung als Stützpunkt unmöglich zu machen. Allerdings blieb von den massiven Bauten der Johanniterkommende einiges erhalten. Auch nach Eroberung der Levante durch das Osmanische Reich 1516/1517 blieb Akko ein Ruinenfeld. Zeichnungen europäischer Reisender – Cornelis de Bruyn 1679, Étienne Gravier, Marquis d’Ortières (auch d’Orcières) 1686 –, welch letzterer die mächtigen Ruinen der Kommende – als palais du grand maître (Großmeisterpalais) – und ihrer Kirche – als église St Jean (Johanniskirche) – bezeichnet, zeigen deutlich die Ruinen von Johanniterkirche und Kommende in Verfall und Verwehung mit Sand.

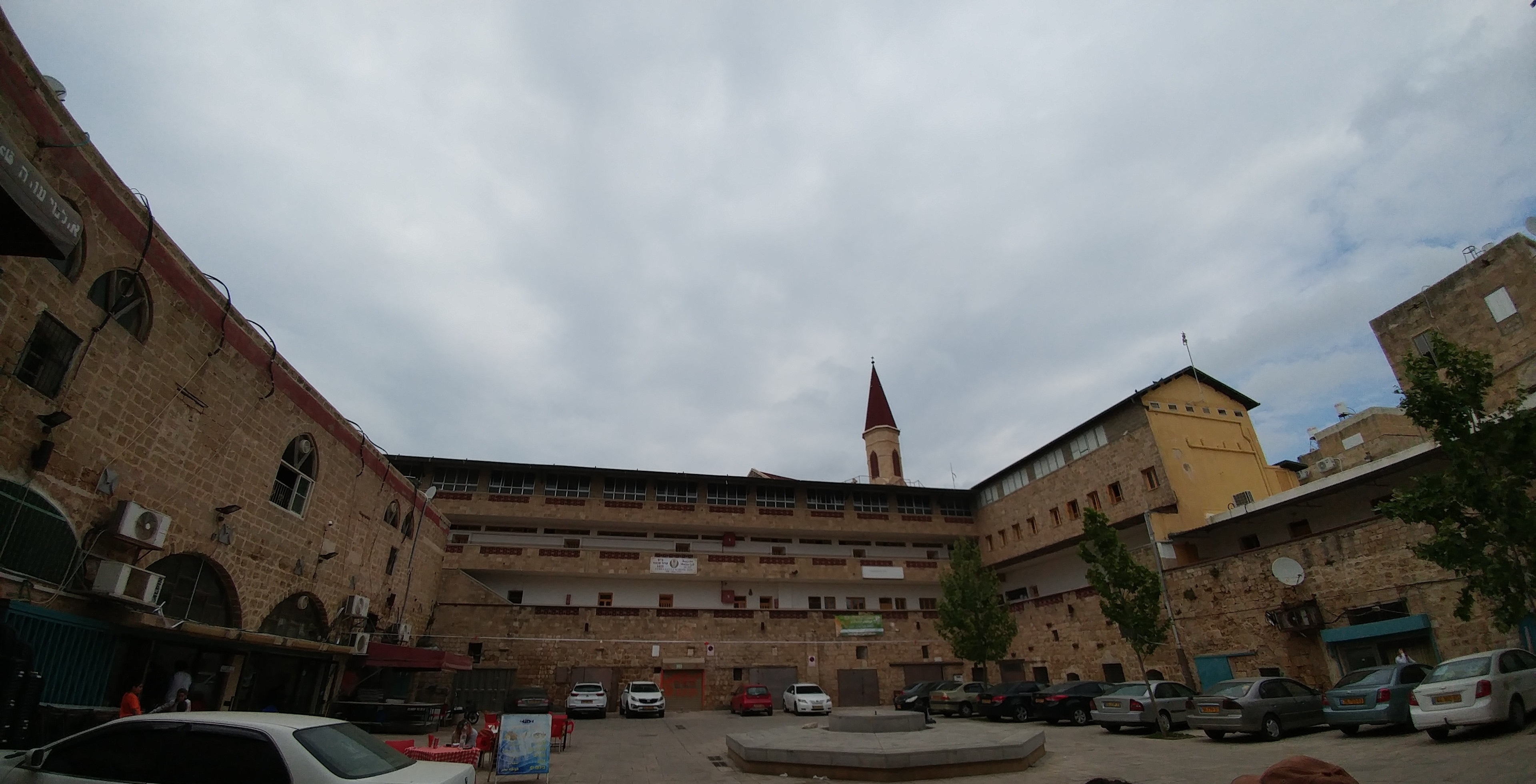
Chan al-Ifranǧ: Überbaut mit Terra-Sancta-Schule, überragt von St. Franziskus, 2015

Nur wenige autark lebende Menschen, oft arabische Fischer, ließen sich neu in den Ruinen nieder und richteten sich ein. Der florierende Handel in Westeuropa trieb auf der Suche nach Geschäftsgelegenheiten vor allem französische, aber auch niederländische Kaufleute an die Küsten der Levante.:94 Europäische Kaufleute steuerten auch den Hafen Akkos an. Im Jahre 1691 wohnten bereits 13 französische Kaufleute in Akko,:96 die Handelsposten im hafennahen ehemaligen venezianischen Handelshof unterhielten, der um 1700 hergerichtet wurde und bis heute ihretwegen auf Arabisch Chan al-Ifranǧ (خان الإفرنج ‚Frankenkarawanserei‘) genannt wird.:172
Die Textilindustrie in Frankreich prosperierte und steigerte ihre Baumwollimporte zwischen 1700 und 1750 um das Zehnfache, und obwohl die Produzenten das Angebot steigerten, wuchs die Nachfrage schneller, weshalb sich der Baumwollpreis in der gleichen Zeit verdoppelte.:104 Auf der Suche nach Baumwolllieferanten reisten Marseiller Kaufleute 1691 schon durchs galiläische Hinterland bis Safed.:97 Die wenigen freien Bauern, vor allem aber die vielen abhängigen bäuerlichen Landpächter staatlichen Miri-Landes im osmanischen Tımar-System erkannten, dass Baumwollproduktion über ihren Eigenbedarf hinaus sich zu steigenden Preisen absetzen ließ.
Wenn Steuerpächter (ملتزم, DMG multazim) über die Dörfer kamen, meist um rigoros die Abgabe auf Miri-Land einzutreiben, konnten die oft illiquiden bäuerlichen Pächter diese nur aus Erlösen bestreiten, die sie aus Schnellverkäufen hektisch und nicht gereifter geernteter Baumwolle an europäische Kaufleute zu schlechten Preisen erzielten.:99 So fielen Preis, Quantität und Qualität für Produzenten und Kaufleute ungünstig aus, weshalb französische Kaufleute bis 1720 einen Terminmarkt für Baumwolle (später auch für andere Terminwaren wie Olivenöl und Getreide) etablierten, indem sie Produzenten vor der Ernte den abgezinsten Verkaufserlös zahlten, die den Steuereinnehmern so bequem ihre Abgaben zahlen konnten, und den vollen Ertrag erst dann lieferten, wenn sie die reife Ernte eingeholt hatten.:99
Die Hohe Pforte verbot 1729 Termingeschäfte mit Agrarprodukten, aber ohne Erfolg.:99 In Vollzug des Verbotes verhafteten die Behörden im Juni 1730 Saʿd al-Zaydānī, ältester Bruder Ẓāhir al-ʿUmars (1690–1775), da er den Verkauf der Ernten dreier Dörfer auf Termin an französische Kaufleute vermittelt hatte, die sich auch erfolgreich für seine Freilassung einsetzten.:100 Ẓāhir al-ʿUmar, selber erfolgreicher Kaufmann im Handel zwischen Galiläa und Damaskus,:119 erkannte eine Chance und vereinbarte 1731 mit einem ausländischen in Akko niedergelassenen Kaufmann, seine Waren ins Ausland zu verkaufen.:35
Ẓāhir al-ʿUmar übernahm nach dem Tod seines Vaters die Aufgabe des Multasims (Steuerpächters), wobei er kaufmännisch denkend auf regelmäßige kontinuierliche Steuereingänge setzte, statt auf einmalige Höchstbeträge, die die Steuerpflichtigen ruinierten.:33 Sein Konzept schloss auch ein, Landpächter vor Räubern zu schützen.:155
Von Kaufleuten respektiert und bäuerlichen Landpächtern für Rücksicht und Schutz geschätzt, begann Ẓāhir al-ʿUmar mit Verhandlung und militärischem Geschick in Galiläa eine Ordnung aufzubauen, die Schutz vor Raubüberfällen und amtlicher Ausbeutung und Willkür bot, indem er allgemeine Regeln aufstellte und durchsetzte, auf die sich die Einwohner verlassen konnten. Ẓāhir al-ʿUmar erhob sich zum autonomistischen Regionalpotentaten, geflissentlich dem osmanischen Fiskus die geforderten Steuern zahlend und offenen Konflikt mit der wenig präsenten Hohen Pforte meidend, sondern deren Anerkennung suchend.:46
Ẓāhir al-ʿUmar erkannte Akkos Potential:35 und begann ab den 1740er Jahren den Ausbau der Ruinen Akkos zu seiner befestigten Residenz und Verwaltungszentrale. Das wieder befestigte Akko war Knotenpunkt zum globalen Handel, Ẓāhir al-ʿUmars Festung und Hauptstadt seines prekären regionalen Herrschaftsgebiets. Die bei Sicherheit vor Gewalt und unterlassener Willkür wachsende Produktion im primären Sektor, schließlich weiter verstärkt durch Förderung der Arbeitsmigration,:38seqq. erforderte und erlaubte durch wachsende Steuereinnahmen auch mehr Beschäftigte im verarbeitenden sekundären und Dienste (Handel, Verkehr, Verwaltung, Planung, Ordnungskräfte und Sicherheitsorgane) erbringenden tertiären Wirtschaftssektor,:117 womit die Zahl der Akkoner von 400 um 1730 binnen weniger Jahre auf 15'000 und dann 25'000 um 1770 anstieg.:16

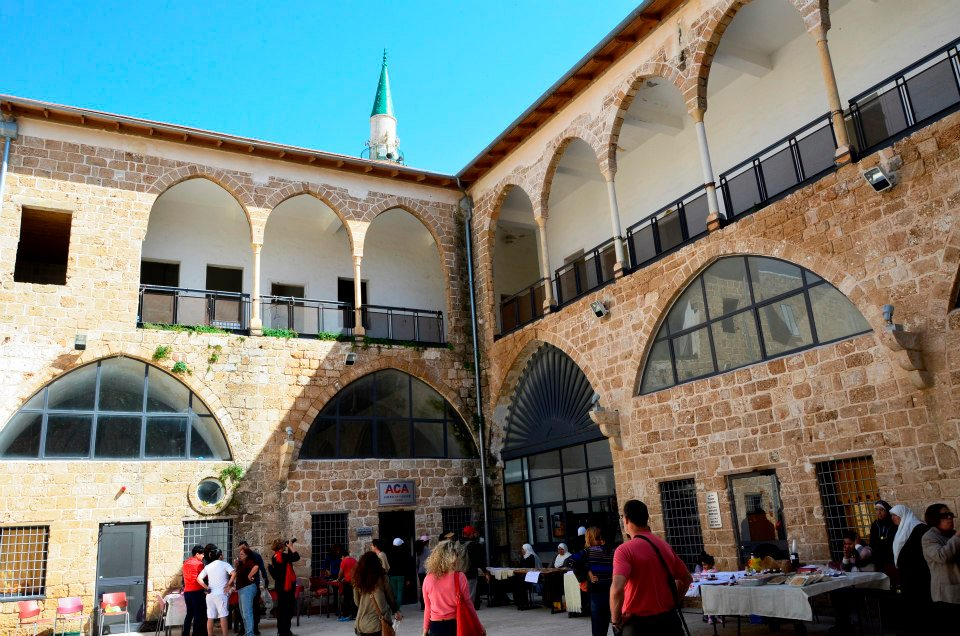
Altes Serail: Hof, 2013

In und auf Ruinen der Kreuzfahrerstadt errichteten Neu-Akkoner im 18. Jahrhundert eine neue Stadt. Auf der erhaltenen Krypta in den Ruinen des Schiffes der Johanniterkirche, ihre erhaltene Westfassade und teils die Nordfassade einbeziehend ließ Ẓāhir al-ʿUmar um 1750 sein erstes Serail (heute Altes Serail genannt) errichten.:27 Ẓāhir al-ʿUmar stoppte zwar einerseits den Verfall, griff andererseits durch Neubauten massiv in den restlichen Baubestand ein.
Nach gescheiterten Versuchen, den aus eigenem Willen und Können aufgestiegenen, unabhängigen Ẓāhir al-ʿUmar abzusetzen, fügte sich die Hohe Pforte 1768 schließlich ins Unvermeidliche und verlieh ihm den neu geschaffenen, seinen aus eigener Kraft errungenen Machtbereich spiegelnden Rang eines Scheichs von Akko und ganz Galiläa.:36 Ẓāhir al-ʿUmar, der einem beim osmanischen Sultan Abdülhamid I. in Ungnade gefallenen Freund beistand, war 1771 so selbst Ziel osmanischer Intervention geworden, die 1775 mit seiner Erschießung auf der Flucht endete.:44seqq. Als neuen Scheich ernannte die Hohe Pforte Ahmad al-Dschazzār Pascha ab 1777 mit Titel eines Wālī von Sidon,:111 als der er 1779 aber seinen Sitz in Akko nahm.:180
Ahmad ‹al-Dschazzār› Pascha, dem Gewalttätigkeit den Beinamen ‹der Schlächter› (‹al-Dschazzār›) eingetragen hatte,:50 fehlten wirtschaftlicher Sachverstand, familiäre und freundschaftliche Beziehungen in seinem Machtbereich sowie die Fähigkeit, seiner Macht widerstreitende lokale und regionale Potentaten durch Zugeständnisse und Abkommen für sich zu gewinnen.:121seqq. Stattdessen setzte er auf Gewalt.:74
Steigende Ausgaben für einen personalstarken Repressionsapparat erforderten höhere Steuerforderungen und -einnahmen, die z. B. ein neues obrigkeitliches Monopol im Getreidehandel einbringen sollte.:121 Die Zahl der Bauern sank, teils durch die Beulenpest 1786 sowie durch Flucht vor Repressalien oder Steuerexekution.:113 Akkoner und Galiläer wanderten ab und mehr und mehr Agrarflächen lagen brach.:121 Dschazzārs Versuch aber, französische Käufer 1790 an Direktkäufen bei Bauern zu hindern, womit sie Exportabgaben umgehen wollten, ließ diese nach Beirut weiterziehen.:114
Dschazzār Paschas Nachfolger, sein Adoptivsohn Süleyman Pascha ‹al-ʿĀdil› (Amtszeit 1805–1819) und dessen Sohn und Nachfolger, ʿAbdullah Pascha ibn ʿAlī (Amtszeiten 1820–1822 und wieder 1823–1832), kehrten die Entwicklung nicht um, sondern verschlimmerten sie noch, indem sie den Unmut über die Lage gegen Ḏimmi, also Christen und Juden wandten.:183 Beide waren die letzten Wālīs von Sidon, die von Akko aus amtierten. Nach dem Niedergang Akkos durch verfehlte Wirtschaftspolitik,:185 verpasste wirtschaftliche Anpassung, Seuchen, Krieg und Erdbeben dümpelte Akko als Städtchen mit 2'000 Einwohnern in großartiger Kulisse vor sich hin. Auch der Verwaltungssitz des Eyâlet war an andere Städte verloren gegangen.

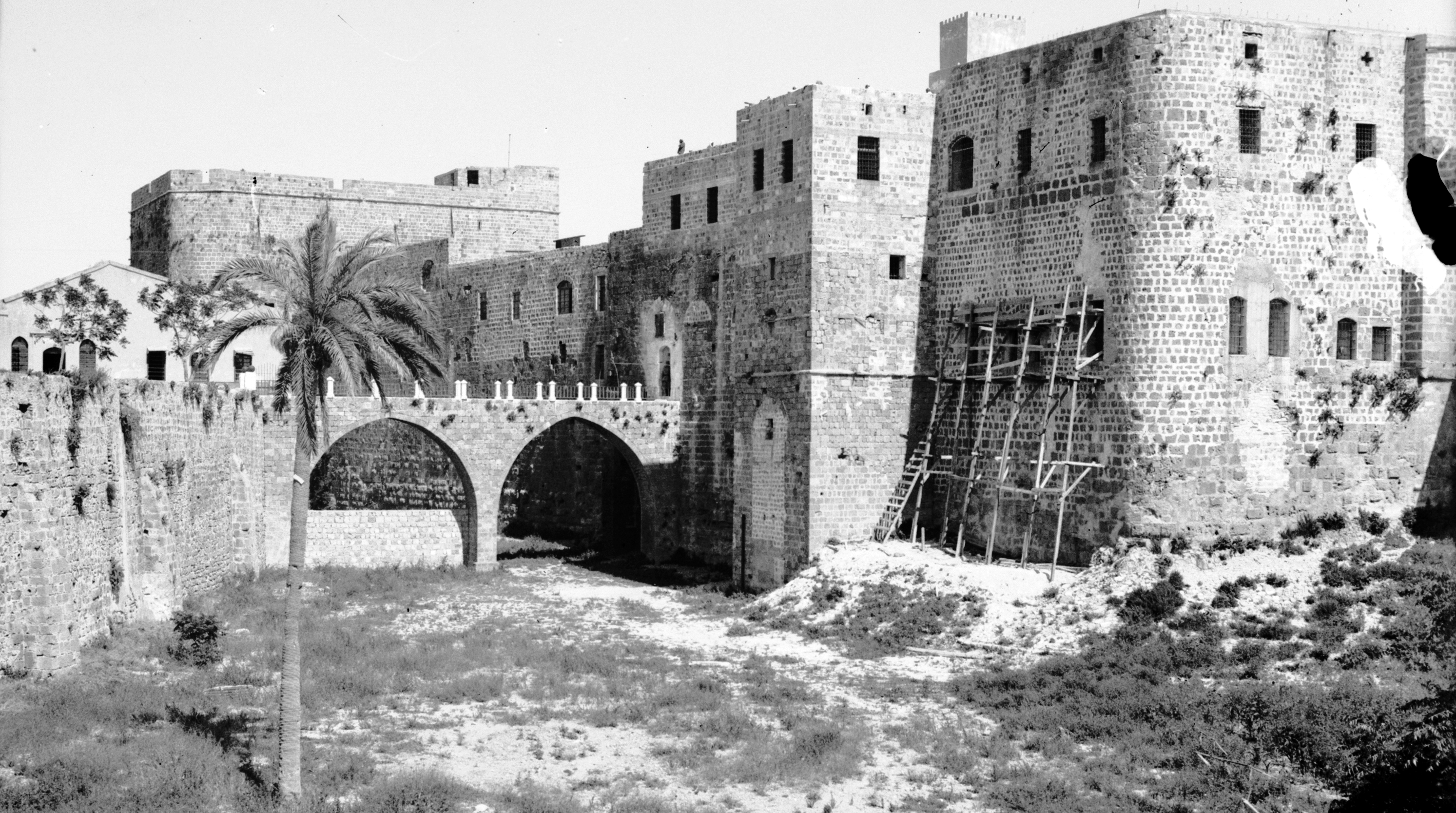
Zitadelle: Gefängnis Akko im osmanischen Oberbau auf Nord- und Westflügel der Kommende, Blick von Nordwest nach 1920

### Im Fokus der Denkmalpflege nach 1918
Die britische Mandatsmacht betrachtete den Denkmalschutz im Heiligen Land als amtliche Aufgabe. 1942 hatte die Antikenverwaltung Mandatspalästinas die Exploration Winter begonnen, um Akkos Altstadt zu erkunden. Sie ergab, dass der Baubestand der Altstadt eine einzigartige bauliche Verbindung von Kreuzfahrerbauten des 12./13. Jahrhunderts mit Bauten aus der arabisch-osmanischen Epoche (18./19. Jahrhundert) sei, insbesondere die Stadtmauern. In Folge dieser Erkundung stellte die britische Mandatsregierung die Altstadt Akkos unter Schutz und erließ eine Erhaltungssatzung.
Ab 1948 leitete Prof. Jehoschuʿa Prawer (יְהוֹשֻׁעַ פְּרָאווֶר; 1917–1990), Pionier der Kreuzfahrerforschung, ein Programm von Erkundungen, um in Akko die Hinterlassenschaften von Kreuzfahrern, katholischen Levantinern lateinischen Ritus (so genannte Franken; الفرنجة, DMG al-Faranǧa) und Pullanen, freizulegen und zu erforschen. Nach ersten Sondierungen begannen 1954 effektive Grabungen im verschütteten Grand Manoir.
Ab 1955 überwachte die israelische Altertümerbehörde die Räumung des Grand Manoir von Schutt und Trümmern, die in den ersten zwei Jahren das Ministerium für Öffentliche Arbeiten als Arbeitsbeschaffungsmaßnahme für unbeschäftigte ʿOlim betrieb und danach die israelische Behörde der Natur und Gärten fortführte, diesmal aber finanziell unterstützt von der US-Botschaft in Israel. Weitere Ausgrabungen unternahm Goldmann ab 1956 vom Städtischen Museum Akko und ab 1960 Seʾev Jejvin (זְאֵב יֶיְבִין; 1926–2015), Chef der Vermessungsabteilung der Altertümerbehörde.
Dann unternahmen Arbeiter im Auftrage der Behörde der Natur und Gärten 1958 bis 1963 eine Grabungskampagne im Geviert des Grand Manoir, wobei zunächst die Säle 1 bis 3 des Nordflügels, ein diagonaler Durchgang durch die Pfeilerhalle im Ostflügel und das vermutete Refektorium im Südflügel freigelegt wurden. Dabei fand man in der Pfeilerhalle die Trümmer eingestürzter Gewölbe auf bis zu drei Meter hohen Schichten von Schutt und Sand, was nachweist, dass Sandverwehungen und Schutteinträge schon in die Halle gelangten, bevor manche Gewölbe, vermutlich im 18. Jahrhundert, unter dem Gewicht neuer aufliegender Baulasten schließlich einstürzten.
Im Refektorium wurden die Rundpfeiler vorsorglich mit massiven Stahlbändern gesichert, an vielen Stellen müssen die Mauern aus Kreuzfahrerzeiten stabilisiert werden. Unter dem Alten Serail ließ die Behörde der Natur und Gärten von 1959 bis 1962, wieder geleitet von Goldmann, die Krypta ergraben und darin sechs parallele Säle freilegen, die durch Arkaden zu einem südlich anschließenden Hof und durch Fenster nach Norden in die ehemalige Geschäftsstraße, jetzt unterm Straßenniveau, beleuchtet wurden.

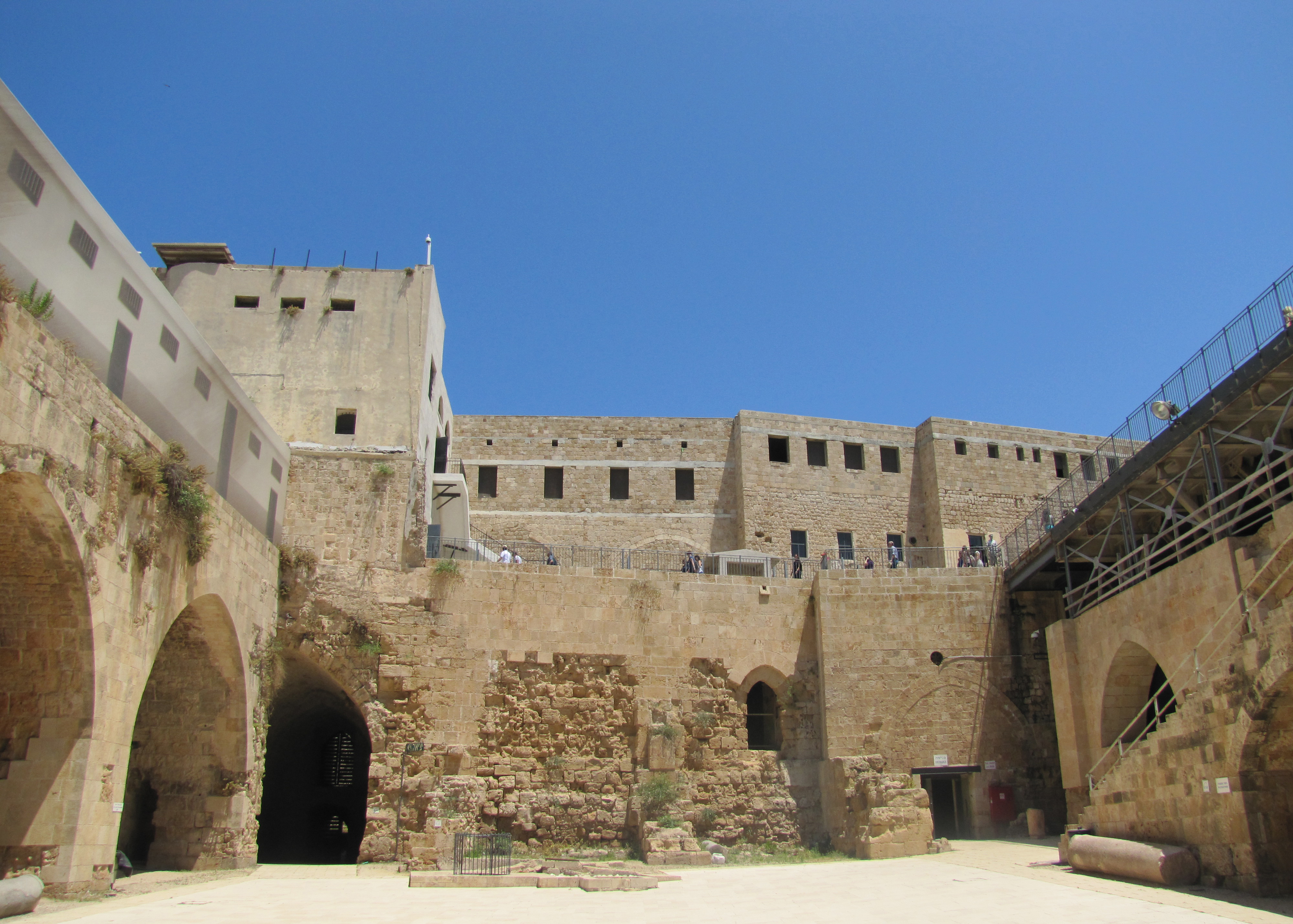
Blick nordwärts durch den freigelegten Hof der Kommende hinauf zur Zitadelle, jetzt Gefängnismuseum, rechts der leichte Gerüstbau über der instabilen Pfeilerhalle, 2011

Als sich 1990 neue Risse in den Gewölben der Pfeilerhalle des Ostflügels auftaten, man hatte zur weiteren Freilegung der Halle Sondierungen begonnen, beschloss man, Druck von den Gewölben zu nehmen, und die darüber liegende Verfüllung aus Schutt und Trümmern zu entfernen. Dazu wurde der über dem Schutt bestehende Innenhof der Zitadelle, die auf der Kommende als Unterbau auflagert, ausgehoben. Finanziert von Tourismusministerium und Gesellschaft zur Entwicklung des alten Akkos (חֶבְרָה לְפִתּוּחַ עַכּוֹ הָעַתִּיקָה Chevrah le-Fittūach ʿAkkō ha-ʿAttīqah; 1967 gegründet) legten unter Leitung von Miriam Avischar (מִרְיָם אֲבִישָׁר) und Eliʿezer Stern von 1992 bis 1999 Beschäftigte der Altertümerbehörde den Hof der Kommende und den Raum über dem Ostflügel vollständig von Schutt und Trümmern frei.
Alex Kesten (אַלֶכְּס קֶשְׁטֶן; 1912–1994) erstellte bis 1962 ein systematisches Verzeichnis der Bauten in der Altstadt, das das erstaunliche Ineinandergreifen der Bauten aus Kreuzfahrerzeiten und arabisch-osmanischer Ära erfasst, sie stehen mal neben-, mal ineinander oder übereinander. Basierend auf Kestens Verzeichnis wurde für die Altstadt ein Erhaltungsplan angenommen und schrittweise umgesetzt, was schließlich dazu führte, dass die UNESCO 2001 Akkos Altstadt zum Weltkulturerbe erklärte.

## Beschreibung in ihren Teilen
Teile der Ritterhallen sind zum einen der ergrabene und erschlossene Grand Manoir im nördlichen Teil der Johanniterkommende und zum anderen die Krypta der Johanniterkirche St. Johannis im südlichen Teil der Kommende.

### Johanniterkommende–Grand Manoir

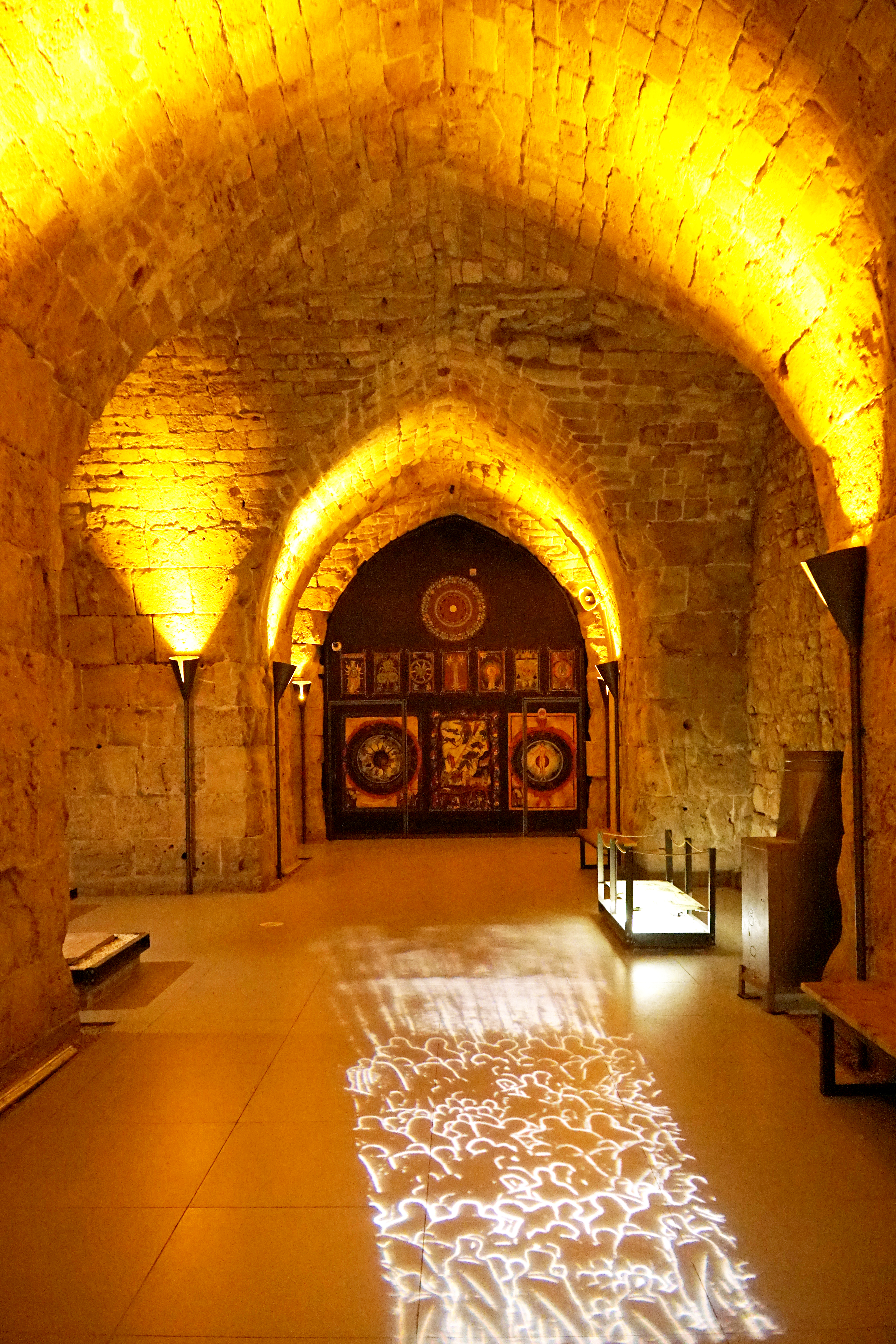
Johanniskirche: Krypta unterm Alten Serail, 2016

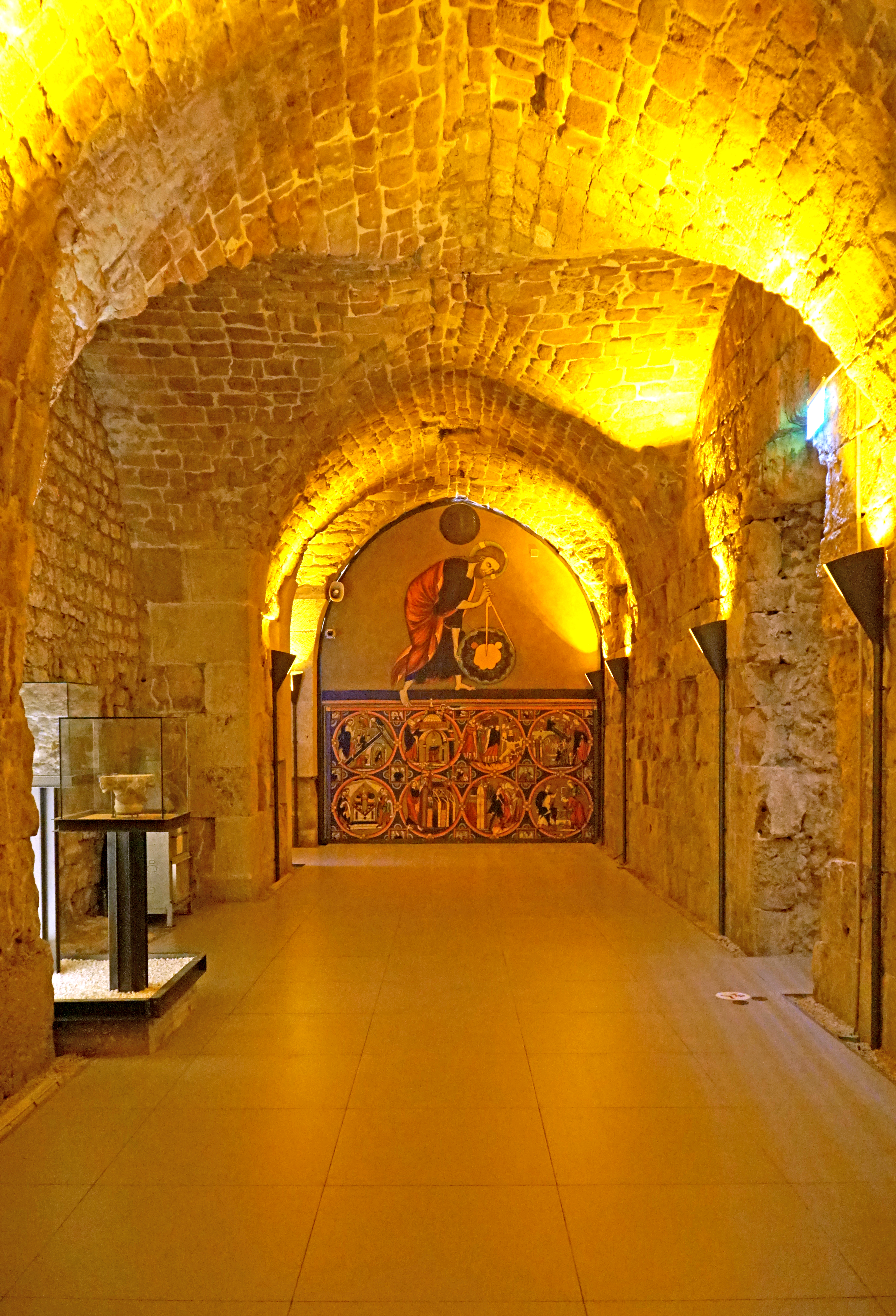
Johanniskirche: Krypta mit ausgestelltem korinthischen Kapitell aus dem oberen Kirchenraum, 2016

Die ehemalige Johanniterkommende (hebräisch מֶרְכַּז הַמִּסְדָּר הָהוֹסְפִּיטַלֶרִי Merkaz ha-Misdar ha-Hōspīṭalerī; arabisch القلعة الإسْبِتَارِيَّةُ, DMG al-Qalʿa al-isbitāriyya) bildet heute in ihrem erhaltenen Rest des Endausbaus von 1291 eine Fläche von 4'500 bis etwa 5'000 Quadratmetern (etwa drei Fünftel eines Fußballfeldes für internationale Spiele). „Die Johanniterkommende von Akkon stellt eines der Hauptdenkmäler der mittelalterlichen Stadt Akkon dar; … Die seit über einem halben Jahrhundert durchgeführten Ausgrabungen führten zu einer komplett neuen Kenntnis dieses erstrangigen Denkmälerensembles, das aus Sälen, Küchen, Latrinen, Schlafsälen und Empfangsräumen für Pilger bestand.“ Diese Anlage verfügt auch über unterirdische Bereiche – Zisternen und ein Abwassersystem.
Der Grand Manoir nördlich des Rechov Portzej ha-Mivtzar umfasst einen grob rechteckigen Baukomplex mit zwei bis drei erhalten gebliebenen Etagen (jeweils sieben bis zehn Meter hoch), der sich in Nord-Süd-Richtung längs erstreckt, allerdings leicht aus der Nordsüdachse verrückt von Nordosten nach Südwesten ausgerichtet ist. Die meisten Gebäudeteile der Kommende sind genauso ausgerichtet, außer den Sälen 7/8, die exakt in der Nordsüdachse liegen. Aus der Erbauungszeit bestehen zwei stark befestigte Tore, je eines im Norden und im Süden. Am Nordtor in Saal 9 finden sich Ansätze zu einer Brücke, die früher den Burggraben der alten Stadtmauer überspannte.
Der Grand Manoir gliedert sich in vier erhaltene Flügel um einen in Nord-Süd-Richtung sich erstreckenden Innenhof mit Arkaden, der – nach dem Aushub des Trümmerschutts bis 1999 – zum Himmel offen ist und eine Grundfläche von 1'200 m² misst. An der Ostseite des Hofes führt eine Treppenrampe hinauf zu den oberen Etagen, wo direkt jetzt die Bauten der arabisch-osmanischen Festung aufsetzen, darin das Museum der Gefangenen des Untergrunds, die zusammen mit dem johannitischen Unterbau die Zitadelle (arabisch قَلْعَة عَکّا, DMG Qalʿat ʿAkkā; hebräisch מְצוּדַת עַכּוֹ Mətzūdath ʿAkkō) bildet.
Am Nordende des Innenhofs befindet sich ein Brunnenschacht, der bis auf 4,5 Meter Tiefe ausgeteuft ist. Neben dem Brunnen fand man die Reste zweier wasserbeständig verputzter 40 cm tiefer Bassins, die durch Abflüsse unterhalb der Hofpflasterung zum zentralen Abwasserkanal hin entwässerten. Sie mögen als Tränke und für die Wäsche gedient haben. Am Südende des Hofes fand man einen zweiten Brunnen mit einem 1,5 Meter tiefen wasserbeständig verputzten Becken, das als Bad gedient haben mag.
Westflügel
Der Westflügel ist noch nicht ergraben und freigelegt. Eliʿezer Stern vermutet aber, dass er ebenfalls mit zwei Stockwerken erhalten ist, auf denen der Westflügel der osmanischen Kışla aufliegt. Zwei große, jetzt noch vermauerte Torbogen bildeten den Zugang vom Hof zum Westflügel der Kommende. Vor dem Westflügel bargen die Ausgräber aus Trümmern des ausgehobenen Innenhofs Bauteile der oberen Etagen des Westflügels der Kommende, wie Korbkapitelle und gotische Ornamente, die menschliche Figuren darstellen. Diese Funde zeigen, dass der Westflügel ein gotischer Bau ist, der vermutlich den Johanniterrittern als Wohnung und Aufenthalt diente.
Nordflügel
Der Nordflügel grenzt an die unter Ẓāhir al-ʿUmar und Ahmad ‹al-Dschazzār› Pascha ertüchtigte und ausgebaute Kreuzfahrermauer, die heute hier die Altstadt im Norden begrenzt. Dennoch sind die Außenmauern der Kommende zum Stadtwall mit 3,5 Metern besonders dick, obwohl sie selbst innerhalb der zu Kreuzfahrerzeiten wie heute stark befestigten Stadt gelegen ist. Der Nordflügel wird im Osten begrenzt durch den Burǧ al-Chazna (برج الخزنة ‚Schatzkammerturm‘; מִגְדָּל הָאוֹצָר Migdal ha-ʾŌtzar) aus dem 18. Jahrhundert. Sein Unterbau ist noch nicht ergraben. Er war Teil der erneuerten Stadtbefestigung Ẓāhir al-ʿUmars und befindet sich von Westen gesehen an Stelle des dritten Turms der alten Stadtmauer aus Kreuzfahrerzeiten. Dieser Turm bildet das Nordosteck der Zitadelle und ist mit 40 Meter ihr höchst hinausragendes Gebäudeteil.

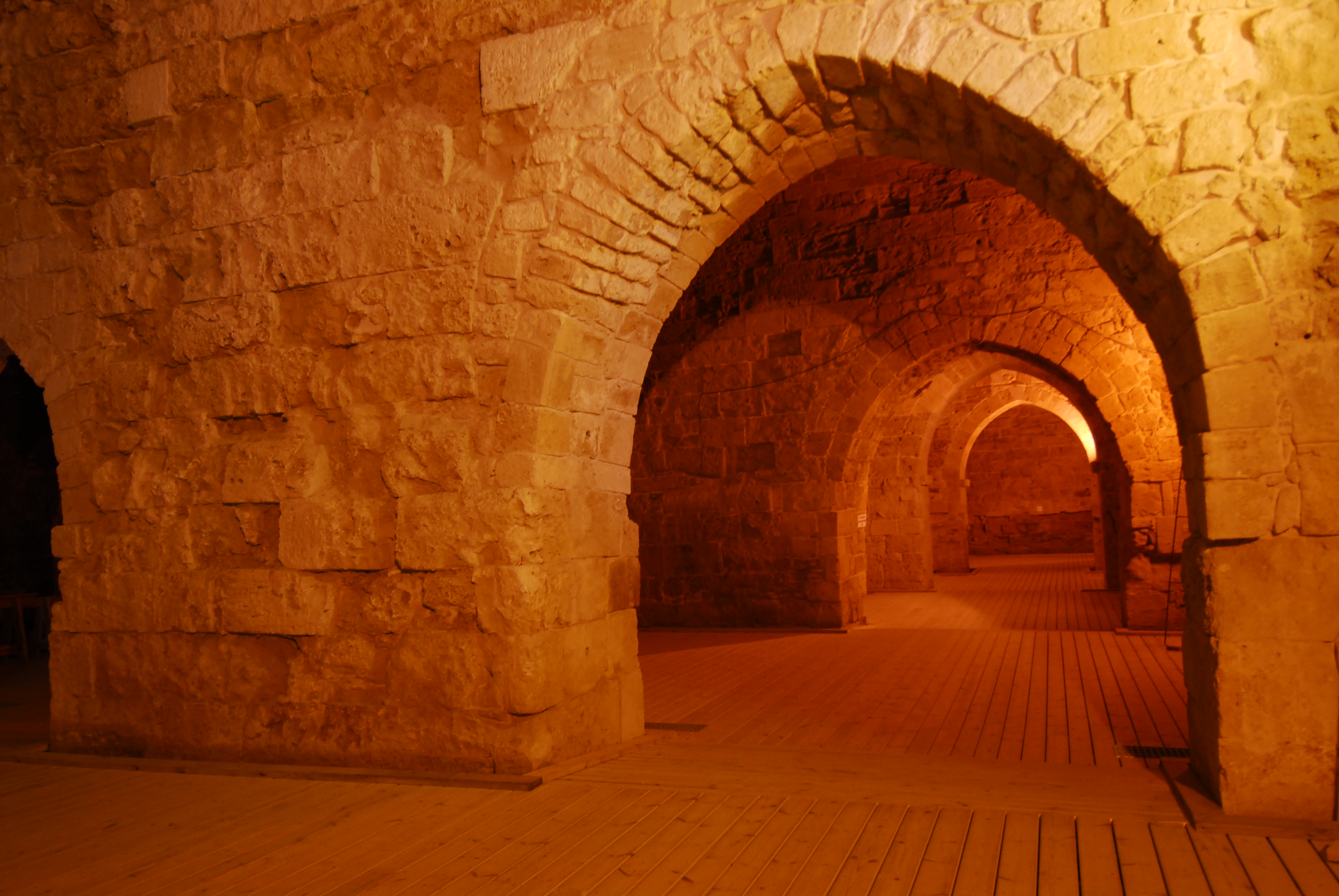
Nordflügel: Säle 1–6, einstmals wohl Läger, 2007

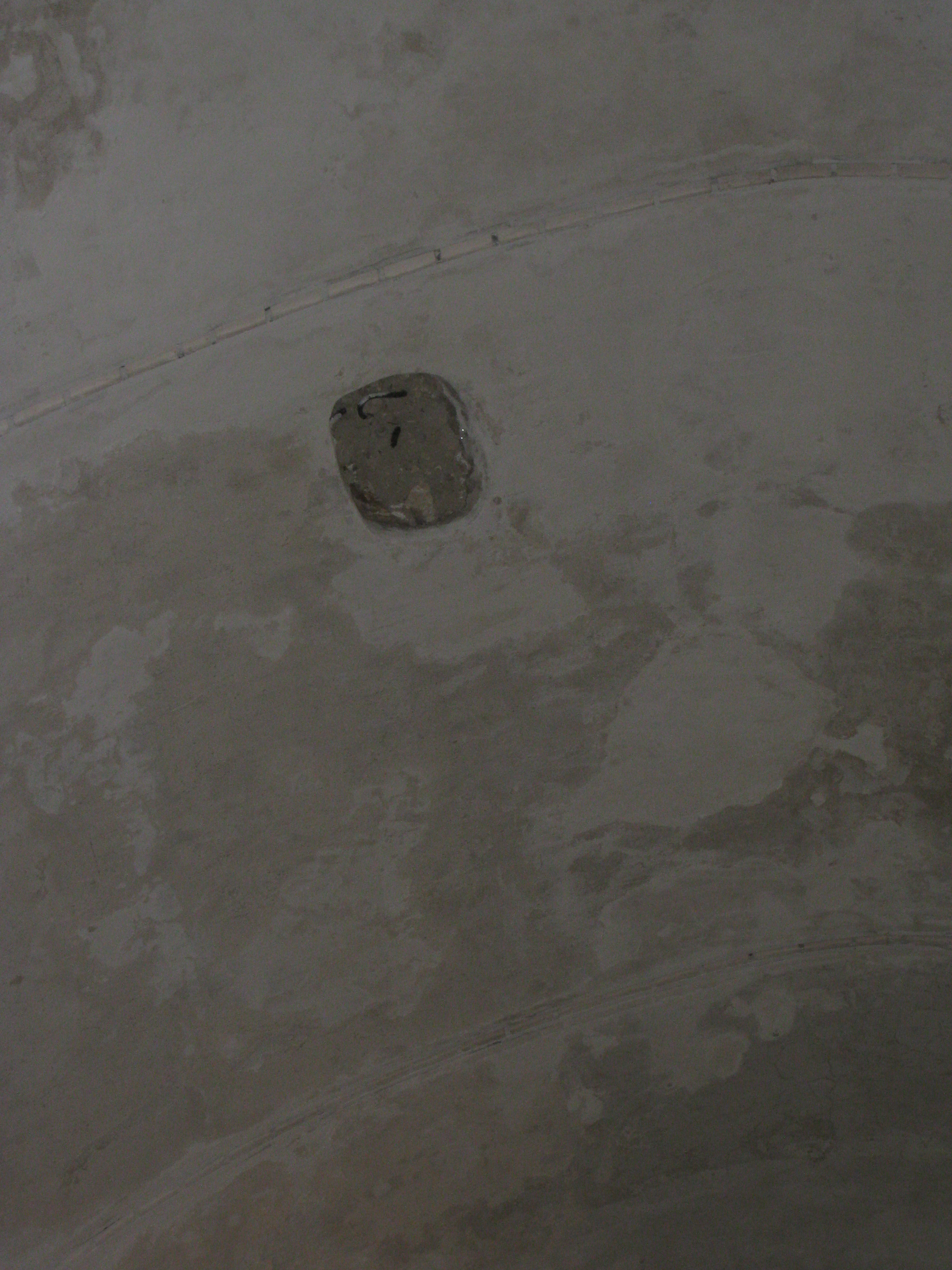
Nordflügel:Gestopftes Loch im Gewölbe des Ganges vor Saal 2, das vom Fehlversuch jüdischer Häftlinge herrührt, 1947 aus dem darüber gelegenen britischen Central Prison auszubrechen.

Im Nordflügel finden sich westlich an den Turm Burǧ al-Chazna anschließend zehn Säle, von denen die drei östlichen bis 1967 freigelegt worden waren. Damals konnten diese drei jedoch nur individuell mit Erlaubnis der Psychiatrieleitung im Rahmen einer Begehung vom Krankenhaus aus betreten werden, öffentlich zugänglich waren sie nur bei gelegentlichen Konzerten in diesen Sälen. Diese drei Säle und die westlich anliegenden nächsten drei bilden als Säle 1–6 eine bauliche Einheit, alle parallel und tonnengewölbt, die auch Reparaturen aus der Zeit nach den Kreuzfahrern aufweisen. Die Säle 1–6 sind zehn Meter hoch und durch Torbogen untereinander verbunden und dienten wohl als Läger. Säle 1–6 schließen nach Westen so ab, als ob eine Erweiterung in diese Richtung nicht geplant war. Vermutlich entstanden diese Säle vor den 1130er Jahren, also bevor die Johanniter entschieden, ihre Bauten nördlich der Kreuzkathedrale aufzugeben und stattdessen die Kommende nach Westen zu erweitern.
Nach Norden weist Saal 2 einen später in die Nordmauer gebrochenen Ausgang auf, der auf einen Vorplatz führt, wo sich Reste einer Brücke finden, die einst den Graben der alten Stadtmauer in die Neustadt Montmusard überspannte, vielleicht um den Johanniterrittern einen schnellen Zugang zum Johanniterturm am Marientor in der Johanniterschanze (dem ihnen zur Verteidigung zugewiesenen östlichen Abschnitt der Stadtmauer um die Neustadt Montmusard) zu schaffen.
In einem späteren Bauabschnitt, 1141 erstmals erwähnt, hat man die westlich anschließenden Säle 7 und 8 angebaut, die anders als der übrige Grand Manoir exakt in der Nordsüdachse liegen. Die Säle 7 und 8 bezeichnen eigentlich sechs Räume gleichen Grundrisses je zwei verteilt über drei Etagen. Die beiden im untersten Stockwerk sind 7,5 Meter hohe kreuzgewölbte Regenwasserzisternen von 5 mal 13 Metern Grundfläche, die vom Boden bis zur Decke wasserdicht verputzt waren, wobei der Putz großenteils erhalten ist. Beide Säle sind mit einem weiten Torbogen verbunden und haben zusammen etwa 1'000 Kubikmeter Fassungsvermögen. Der einst vom Dach kommende Einlauf befindet sich nördlich im Gewölbe von Saal 8 der untersten Ebene, eine Öffnung zur Wasserentnahme befindet sich südlich im Gewölbe von Saal 7 der untersten Ebene.
Im Stockwerk darüber befinden sich zwei kreuzgewölbte Säle gleichen Zuschnitts von 7 Metern Höhe, deren tonnengewölbte Decke teilweise eingestürzt ist. Sie waren bis zu drei Meter hoch voll Schutt und herabgestürzten Mauerteilen, worunter sich in Saal 7 der mittleren Ebene an der östlichen Wand in situ ordentlich ineinander gestülpt, fein säuberlich aufgereiht und in Stroh gepuffert Hunderte kegelförmige tönerne Tiegel fanden, durch deren obere Öffnung Melasse eingegossen wurde, um Zuckerhüte herzustellen, sowie erhaltene Zuckerhüte selbst. In einem anderen Teil des Saales 7 wurden auf dem Boden Dutzende kleiner Melassekannen gefunden.

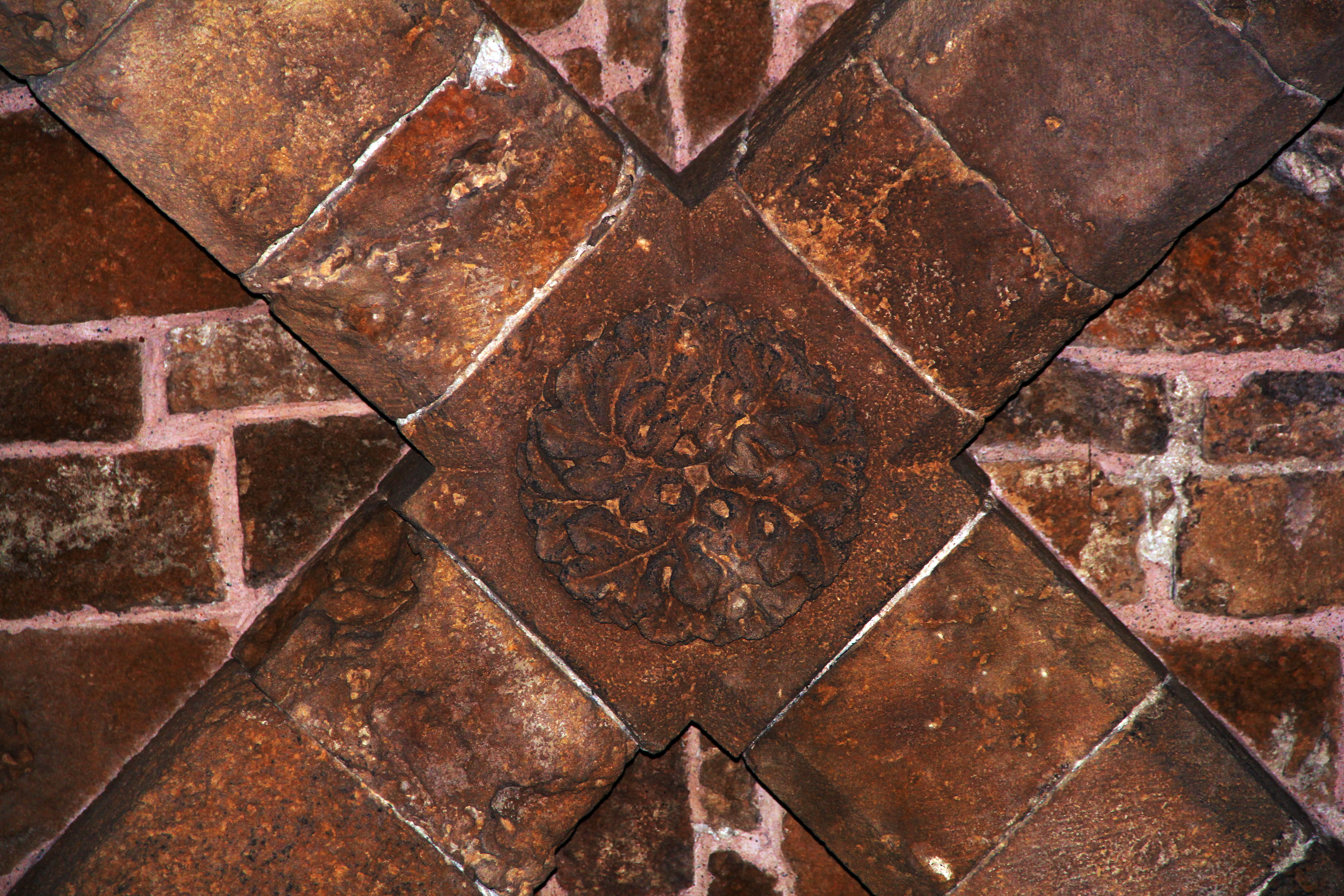
Refektorium: Schlussstein im Gewölbe, 2014

Aus dem benachbarten Saal 8 mittlerer Ebene führt an der Südseite eine Treppe nach oben, in den oberen Saal 8, der, wie der benachbarte obere Saal 7, zwar eingestürzt aber inzwischen freigelegt ist. Ihre Wände sind verputzt und in gotischem Stil in den Farben schwarz, gelb und rot bemalt, ein aus den Trümmern des Gewölbes geborgener großer runder Schlussstein ist aufwändig mit einer Rosette von Akanthusblättern verziert. Westlich anschließend folgt auf unterster Ebene der ebenfalls kreuzgewölbte Saal 9, die Durchfahrt zum Nordtor, das den Hof der Kommende mit dem Wallgraben vor der alten Stadtmauer verband, darüber erhebt sich ein massiver Turm. Die Säle 6–9 bilden die Nordseite des Innenhofs.

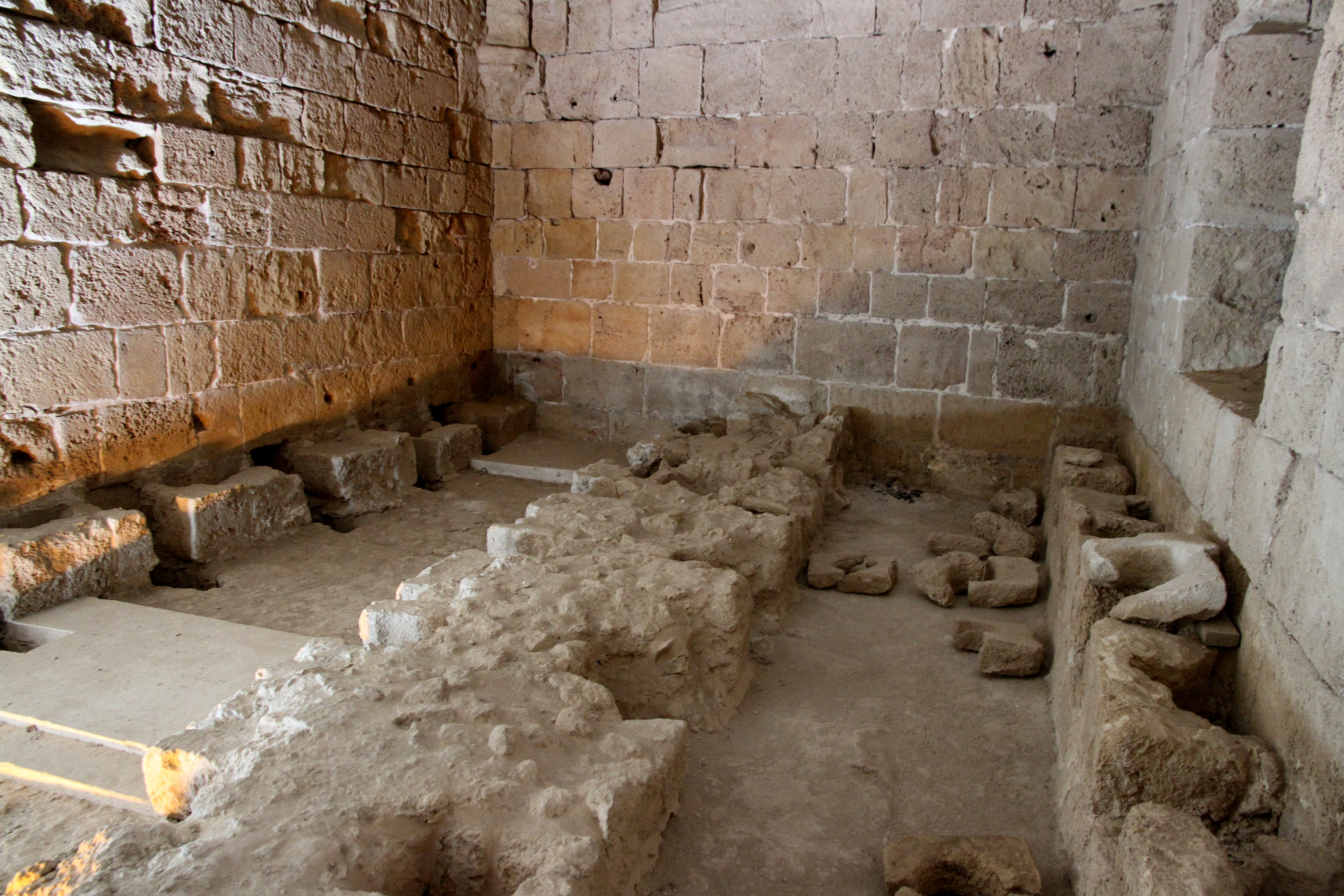
Kommende – Saal 10: Latrine im mittleren Stock, 2016

Im Nordwesteck befindlich, aber aus der Durchfahrt des Nordtors zu betreten, liegt der Latrinentrakt des Saales 10, ebenfalls über drei Stockwerke. In Saal 10 auf unterster Ebene münden Dutzende ins Gemäuer eingelassene Abwasserleitungen aus dem darüber befindlichen eigentlichen Latrinenraum. Der Latrinenraum misst fünf mal zehn Meter Fläche mit Toiletten in vier Achterreihen und ist durch drei Fenster in der massiven Nordmauer belüftet. In den Mauern eingelassene Leitungen führten aus höheren Etagen Regenwasser vom Dach in die Latrinen der mittleren Ebene ein und durch, um im untersten Raum mit seinem zu fünf Abflüssen stark geneigten Boden aus glatten Steinplatten mit dem bei Regen einsetzenden Wasserschwall eine reinigende Spülung zu bewerkstelligen. Die fünf Abflüsse der untersten Ebene münden in den Hauptabwasserkanal darunter, dessen Verlauf von Nord nach Süd durch Sondierungen erforscht ist.
Er misst 1 Meter in der Breite und 1,80 Meter in der Höhe und unterquert die Kommende mit weiteren Einläufen und die übrige Altstadt mit den ihren bis zum ehemals Pisanischen Hafen im Süden, wo er sich einst ergoss. Saal 10 der oberen Ebene ist mit seinem Boden ein Bau der Kreuzfahrer, Wände und Decke jedoch aus osmanischer Zeit. Eine Untersuchung des Bodens ergab, dass sich unter dem heutigen Belag Vorrichtungen und Abflüsse für weitere Toiletten befinden, womit die gesamte Anlage von Latrinen über zwei Etagen nur mit wenigen erhaltenen Johanniterkommenden des 13. und 14. Jahrhunderts in England und Wales vergleichbar ist.
Ostflügel

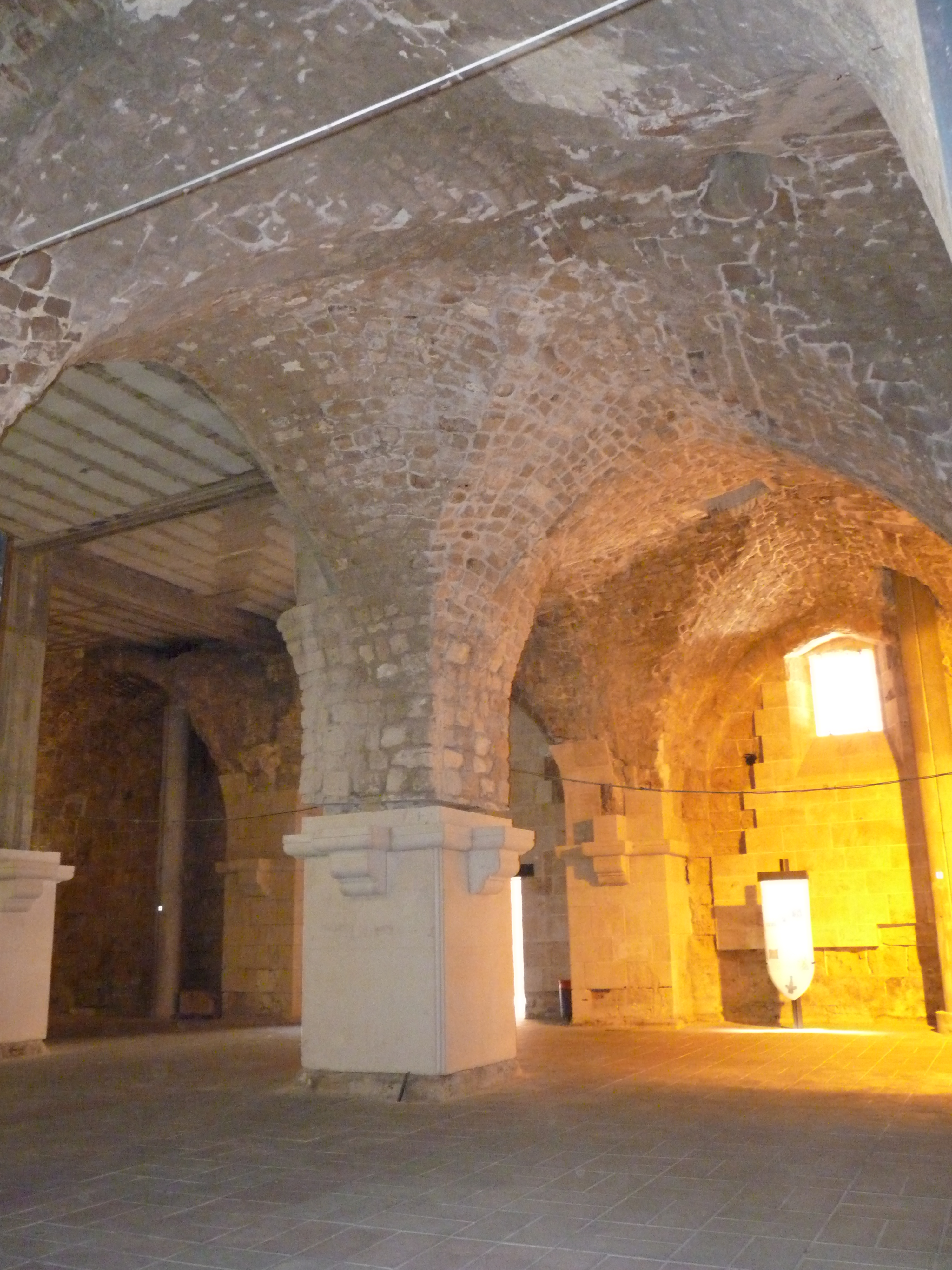
Pfeilerhalle mit gesicherten Pfeilern und teils mit durch Betondecken ersetzten Gewölben, 2010

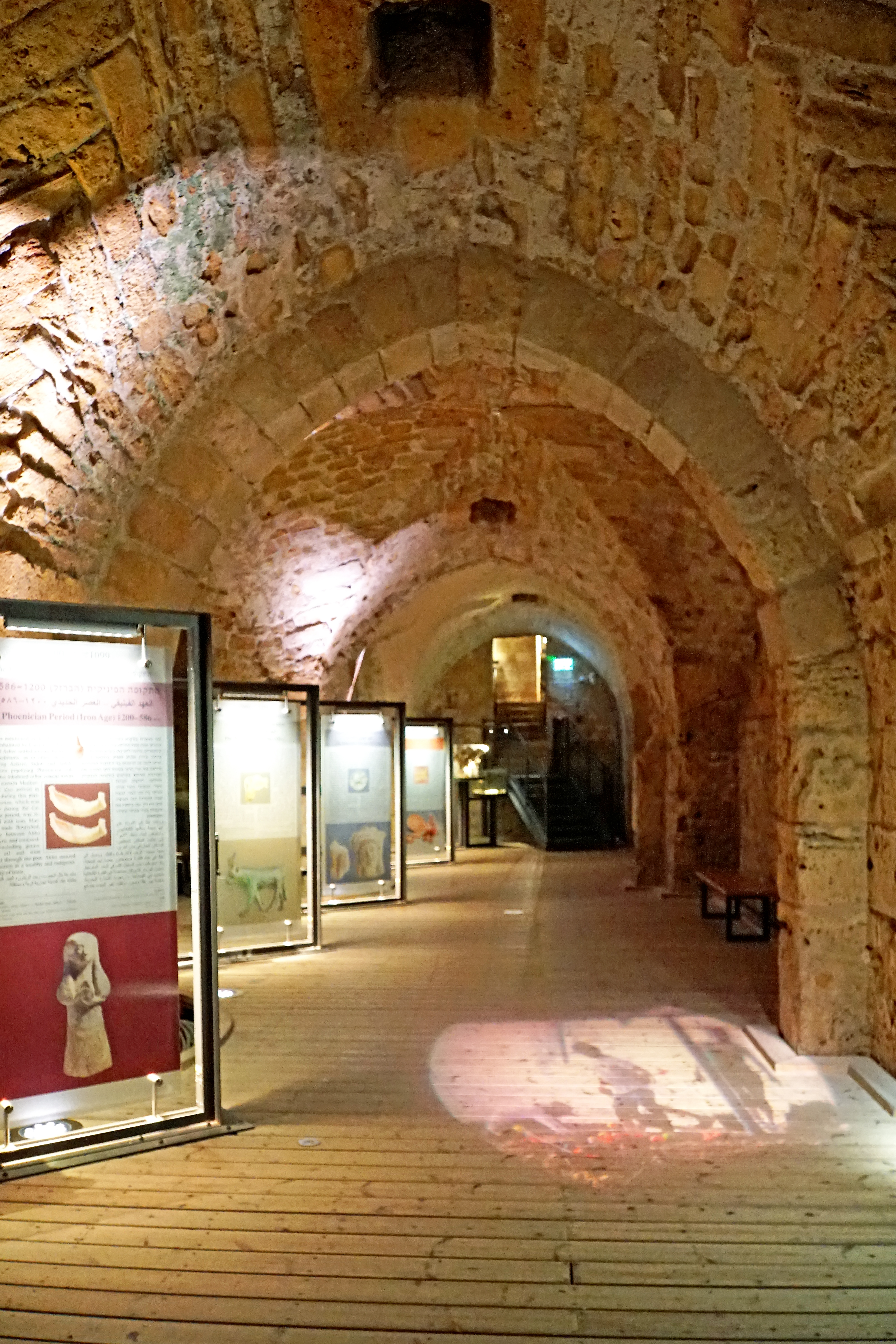
Kommende: Kerker, 2016

Südlich gegenüber von den Sälen 1–5 im Nordflügel liegen – getrennt durch einen tief eingeschnittenen in Ost-West-Richtung verlaufenden Gang – die Pfeilerhalle und der Kerker im Ostflügel. Diesen Gang überbrückt auf ausreichend lichter Höhe eine vier Meter breite geschlossene Passarelle von der Pfeilerhalle in den Saal 2 des Nordflügels, so dass darunter der aufrechte Durchgang möglich blieb. Diese Passarelle vom Ost- in den Nordflügel diente wohl dem direkten Durchmarsch, weiter dann durch Saal 2 und hinaus durch dessen nördlichen Ausgang, damit die Johanniterritter nötigenfalls schnell zur Johanniterschanze gelangen konnten.
Die große Pfeilerhalle diente wohl als Dormitorium. Sie zählt 24 fünf Meter hohe Joche über 15 Pfeilern quadratischen Grundrisses im romanischen Stil. Die Halle misst 30 Meter in der Breite und 45 Meter in der Länge, also etwa 1'300 Quadratmeter, bei Gewölbehöhen bis zu acht Metern. Teile der Gewölbe und Pfeiler waren im 18. Jahrhundert unter massiven neuen Aufbauten eingestürzt und wurden in den letzten Jahren repariert, labile Strukturen stabilisiert. Die Halle bildete wohl den Unterbau des einst vierstöckigen Hauptbaus der Kommende, wie Zeichnungen des 17. Jahrhunderts zeigen.

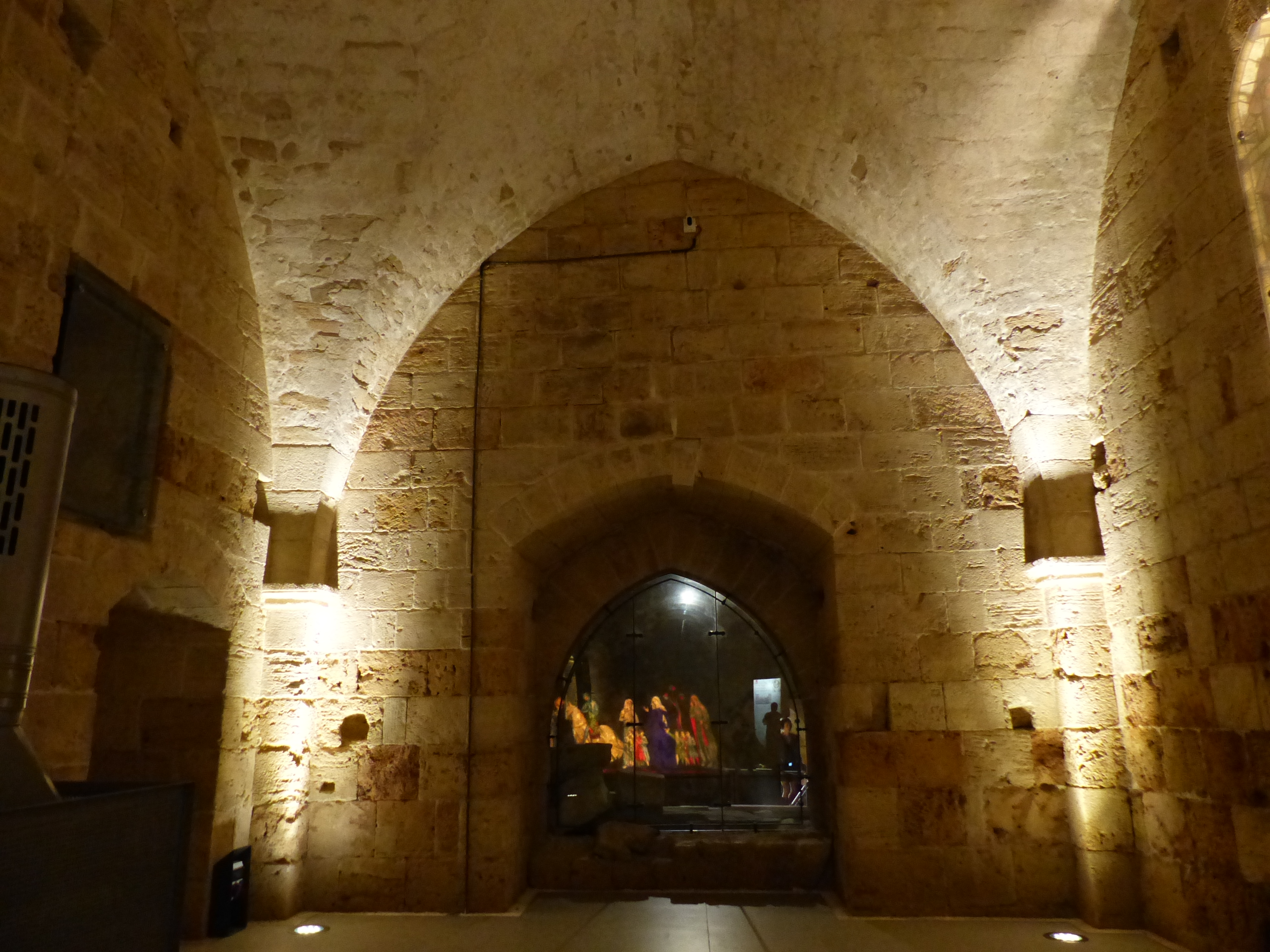
Schöner Saal, 2017

Dem Ostflügel östlich vorgelagert ist der ehemalige Kerker, ein Gemäuer aus fünf Meter hohen Kreuzgewölben ohne jedes Fenster aber mit teils herausgerissenen Eisenringen im Mauerwerk, wo Häftlinge angekettet waren. Der Boden des Kerkers wurde aus dem Grundgestein herausgeschlagen, wodurch er insgesamt 2,5 Meter tiefer liegt als derjenige benachbarter Räume. Zutritt war ursprünglich nur von Süden per Treppe zur höher, hier in Ost-West-Richtung verlaufenden Geschäftsstraße. Im Südosteck südlich der Pfeilerhalle und östlich der Küche entdeckte man Anfang der 1960er Jahre den heute so genannten Schönen Saal, wegen der fein behauenen und gesetzten Werksteine so benannt. Der Saal war von der Straße aus zugänglich und wohl als Empfangshalle erste Anlaufstelle und Zutritt für Besucher von auswärts.
Südflügel

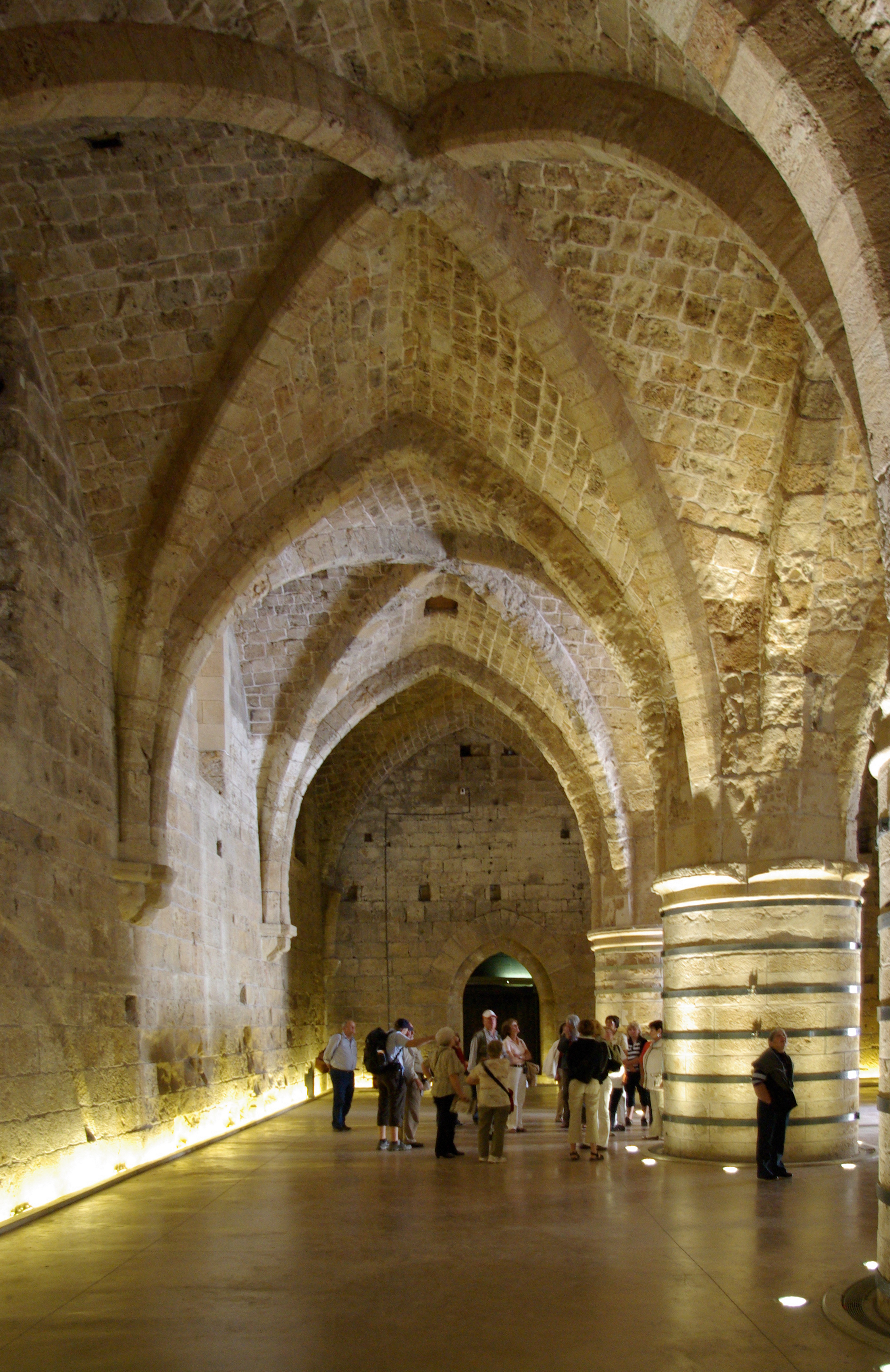
Refektorium, 2008

Im Südflügel findet sich über die ganze Breite des Innenhofs der beeindruckendste Saal der Kommende, das Mitte des 12. Jahrhunderts erbaute und 1960 freigelegte Refektorium. Es ähnelt Refektorien oder Kapitelsälen in Klöstern des Mittelalters. Es wird gelegentlich Krypta (‹St. John’s Crypt›) genannt, was aber eine irrige Bezeichnung ist, denn sie erzeugt falsche Vorstellungen davon, wozu die heute Besuchern zugängliche Halle einst diente. Zudem besteht ja im Komplex der Kommende die Krypta der ehemaligen Johanniskirche, Unterbau des heutigen Alten Serails.
Das Refektorium ist 22,16 Meter breit und 44 Meter lang. Mit seinen zwei Schiffen und vier Eingängen bildet das Refektorium den Hauptraum im Südflügel des Grand Manoir. Die zehn Meter hohen Kreuzrippengewölbe bilden acht Joche, die mittig auf drei massiven Rundpfeilern von drei Meter Durchmesser ruhen, die heute mit Stahlmanschetten verstärkt sind. Die Gurtrippen der Joche sind spitzbogig, weshalb die Halle als ein gutes Beispiel der Frühgotik gilt, „in der die schweren runden romanischen Pfeiler die Basis für das sich kreuzende Rippengewölbe bilden. Bei stilkritischen Vergleichen mit anderen Bauten des Übergangsstils von Romanik zu Gotik kann geschlossen werden, daß  diese Halle um die Mitte des 12. Jahrhunderts erbaut wurde.“ Die Halle war offenbar in romanischem Stil geplant gewesen, d. h. ohne Kreuzgewölbe, doch die Pläne änderten sich während des Baues, so dass nachträglich Konsolen für die Kreuzrippen eingezogen werden mussten außer an der Westwand, die offenbar gleich für gotisches Gewölbe erbaut wurde. Vielleicht entstand die Westwand neu oder später, nachdem die Johanniter entschieden hatten, die Kommende nach Westen zu erweitern.

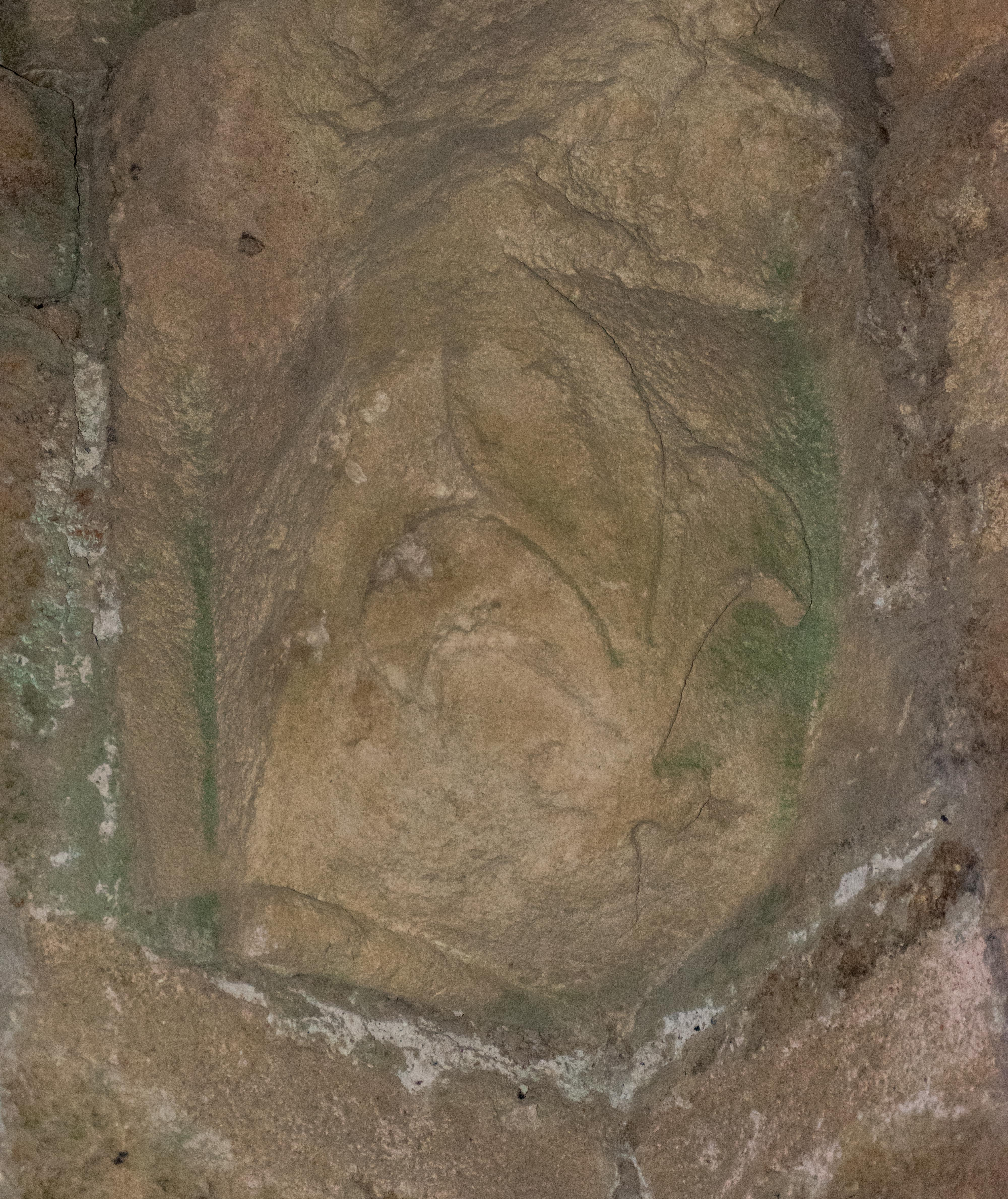
Refektorium: Relief einer Fleur-de-Lys auf der Unterseite einer der Konsolen, 2014

Im Refektorium wurde beim Räumen des Schutts jede Menge Irdengut geborgen. Insbesondere einfache Schüsseln, meist zerbrochen, fanden Ausgräber in großer Zahl. Diese unglasierten flachen Schüsseln bildeten sicher seinerzeit das übliche Geschirr für die Speisenden. In der Nordost- und der Südostecke des Refektoriums entdeckten die Ausgräber zwei Konsolen, die das Wappen der Könige von Frankreich zeigen, die stilisierte Lilie fleur de lys. Ludwig VII. wählte dieses Symbol während des Zweiten Kreuzzuges (1147–1149) zu seinem Wappen. Älteste überlieferte Darstellungen in Europa stammen von 1180, so dass die im Refektorium auf Ludwigs VII. Aufenthalt in Akko 1148 zurückzuführen sein könnten. In der östlichen Schmalwand des Refektoriums befinden sich drei Schornsteine, ein in die Wand eingelassener und zwei nachträglich auf die Wand aufgesetzte. Der östlich angrenzende Raum barg vermutlich die Küche, die noch nicht freigelegt ist. Östlich der Küche liegt der bereits beschriebene Schöne Saal.

### Krypta der Johanniskirche

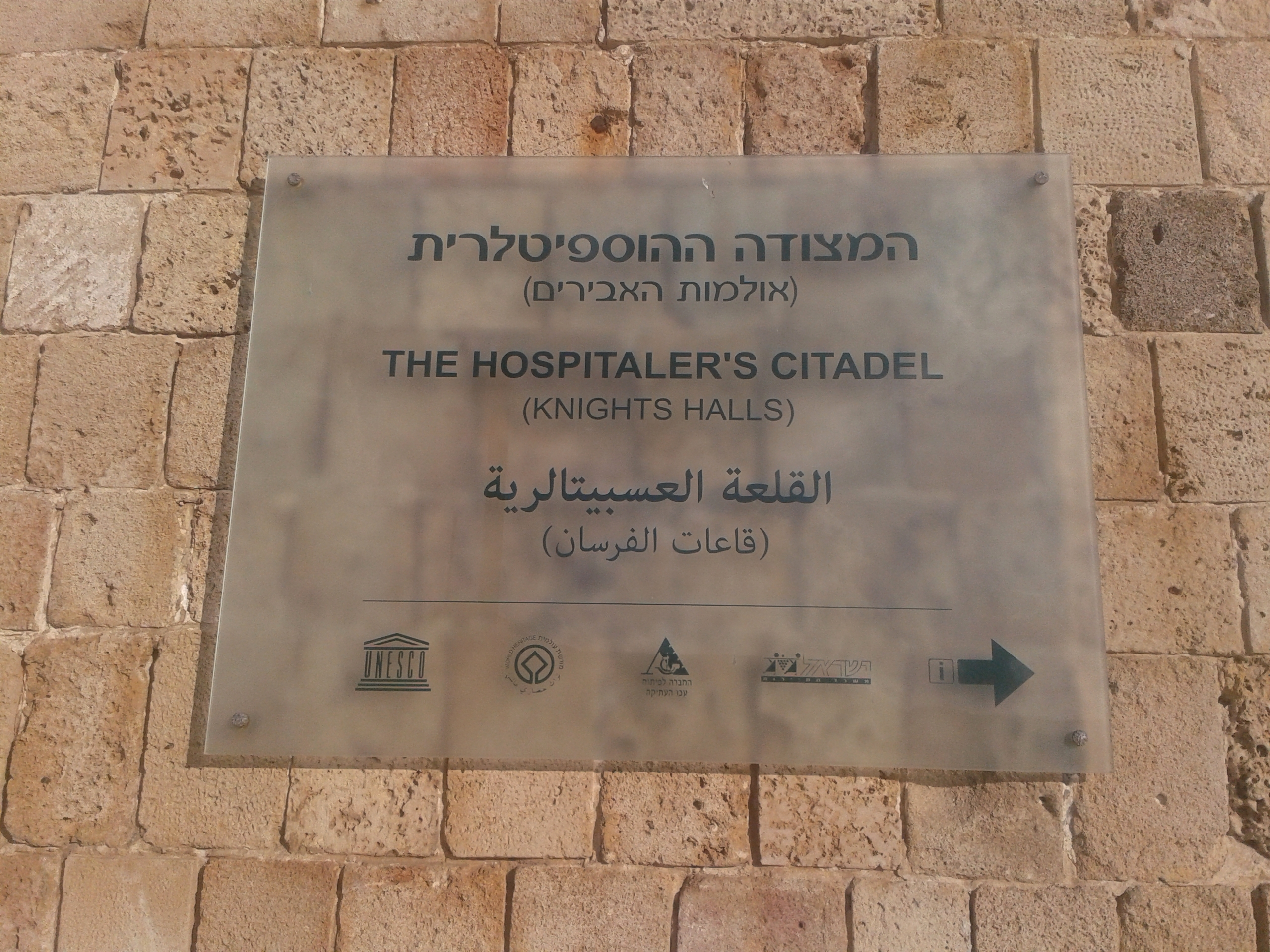
Tafel mit Bezeichnungen für die Kommende (und Ritterhallen) in Hebräisch = Johannitische Festung, Englisch = Johanniterzitadelle und Arabisch = Johannitische Burg

Die Johanniskirche (كَنِيسَة الْقِدِّيس يُوحَنَّا, DMG Kanīsat al-Qiddīs Yūḥannā, כְּנֵסִיַּת יוֹחָנָן הַמַּטְבִּיל הַקָּדוֹשׁ Knessijjat Jōchanan ha-Maṭbīl ha-Qadōsch) war Teil der Johanniterkommende. Nördlich befand sich der Grand Manoir mit Ordenshospiz, wo Ritterbrüder und Pilger unterkamen, südlich grenzte das Hospital der Johanniter an. Die Johanniskirche entstand als Nordseite einer vierseitigen Anlage mit Innenhof, die die Kreuzfahrer nach Einnahme der Stadt 1104 den Johannitern als Kommende überließen.
Goldmann vermutet, dass die Krypta (قبو الكنيسة; מַרְתֵּף הַכְּנֵסִיָּה) der Johanniskirche, sechs parallele gewölbte Säle unter dem heutigen Alten Serail, auf den Nordflügel einer arabisch-fatimidischen Karawanserei des 10. oder 11. Jahrhunderts zurückgeht, denn mehrere Merkmale des Baus, wie ein Hufeisenbogen im südlichen Teil der Ostmauer im letzten der Säle, weisen darauf hin. Dabei sind die zwei westlichen Säle älteren, die vier östlichen, 5,5 Meter hohen, jüngeren Datums. Wie es typisch für eine Karawanserei ist, öffnen sich die sechs Säle der Krypta zum ehemaligen Innenhof (im Süden). In der « Vue de Saint-Jean d’Acre » von 1686 schimmert das durch die Fenster in der Nordwand der Krypta hereinfallende Licht durch die tiefen Joche bis zu den Torbögen vorne heraus. Die Einordnung dieses Unterbaus des Alten Serails als ehemalige Krypta der Kirche gilt als gesichert, nachdem im Auftrag der Altertümerbehörde Hanaʾa Abu-ʿUqsa (هناء أبو عقصة, DMG Hanāʾa Abū-ʿUqṣa) und Eliʿezer Stern Krypta und Altes Serail zwischen 1995 und 2003 eingehend untersucht haben.

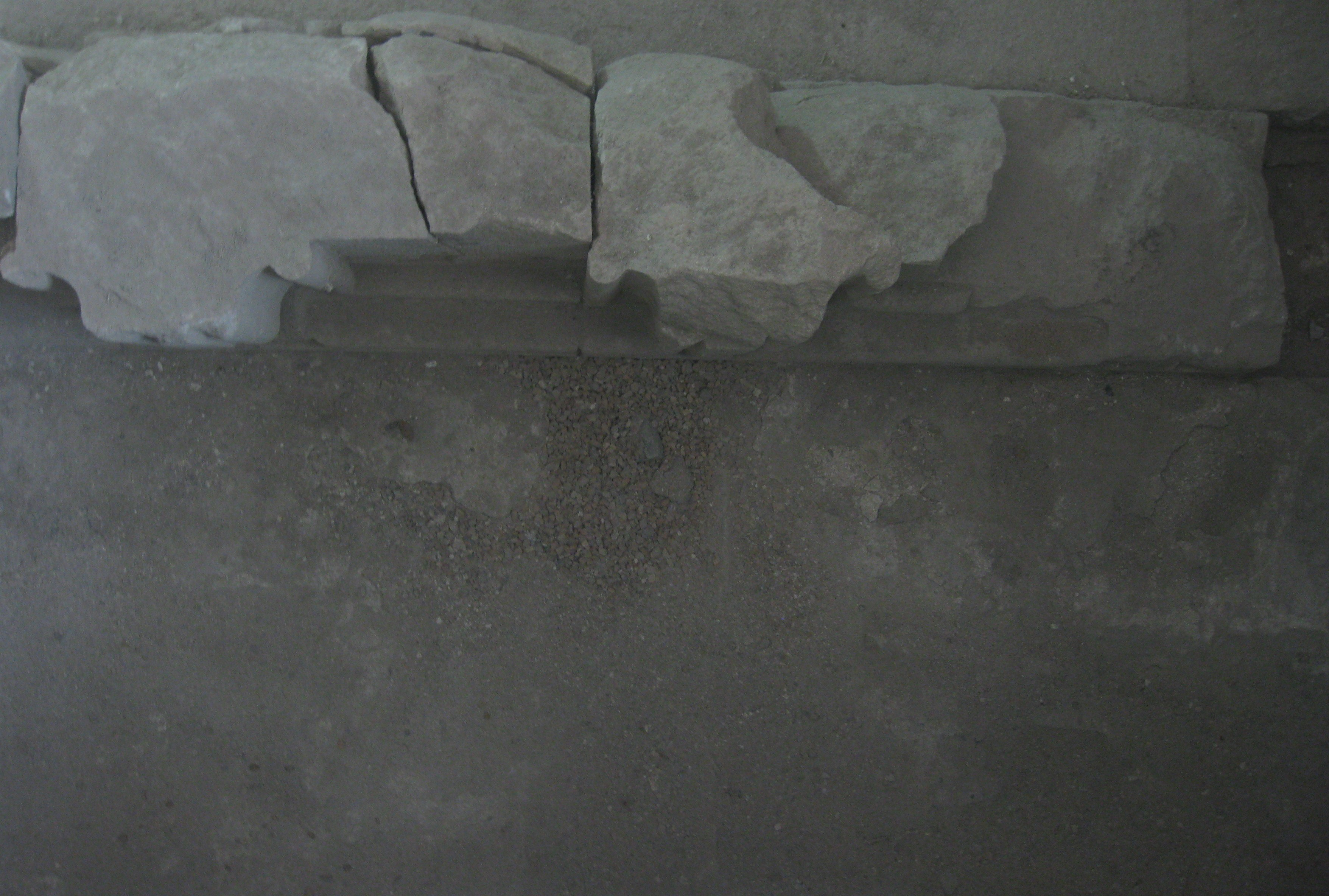
Johanniskirche: Behauene Steine mit Ansätzen aufgesetzter Stäbe, gefunden am verschlossenen Haupteingang in der Westwand des Alten Serails, 2010

Außer der Krypta, die nach der mamlukischen Zerstörung Akkos und späterer Überbauung in osmanischer Zeit erhalten blieb, finden sich weitere Reste der eigentlichen Kirche. Schon Goldmann fand Ende der 1950er Jahre den westlichen Haupteingang zur Kirche, jetzt vermauert, wovor er zwei Treppenläufe vermutete, die vom mittelalterlichen Straßenniveau vier Meter hinauf zur Ebene des Hauptschiffes führten. Das Gesims, jetzt teils unterm heutigen Straßenniveau gelegen, das die gesamte Kirche außen umrundete, ist im Bereich des ehemaligen Haupteingangs unterbrochen, wo Pilaster auf dem äußeren Mauerwerk das nun vermauerte Portal links und rechts flankieren.

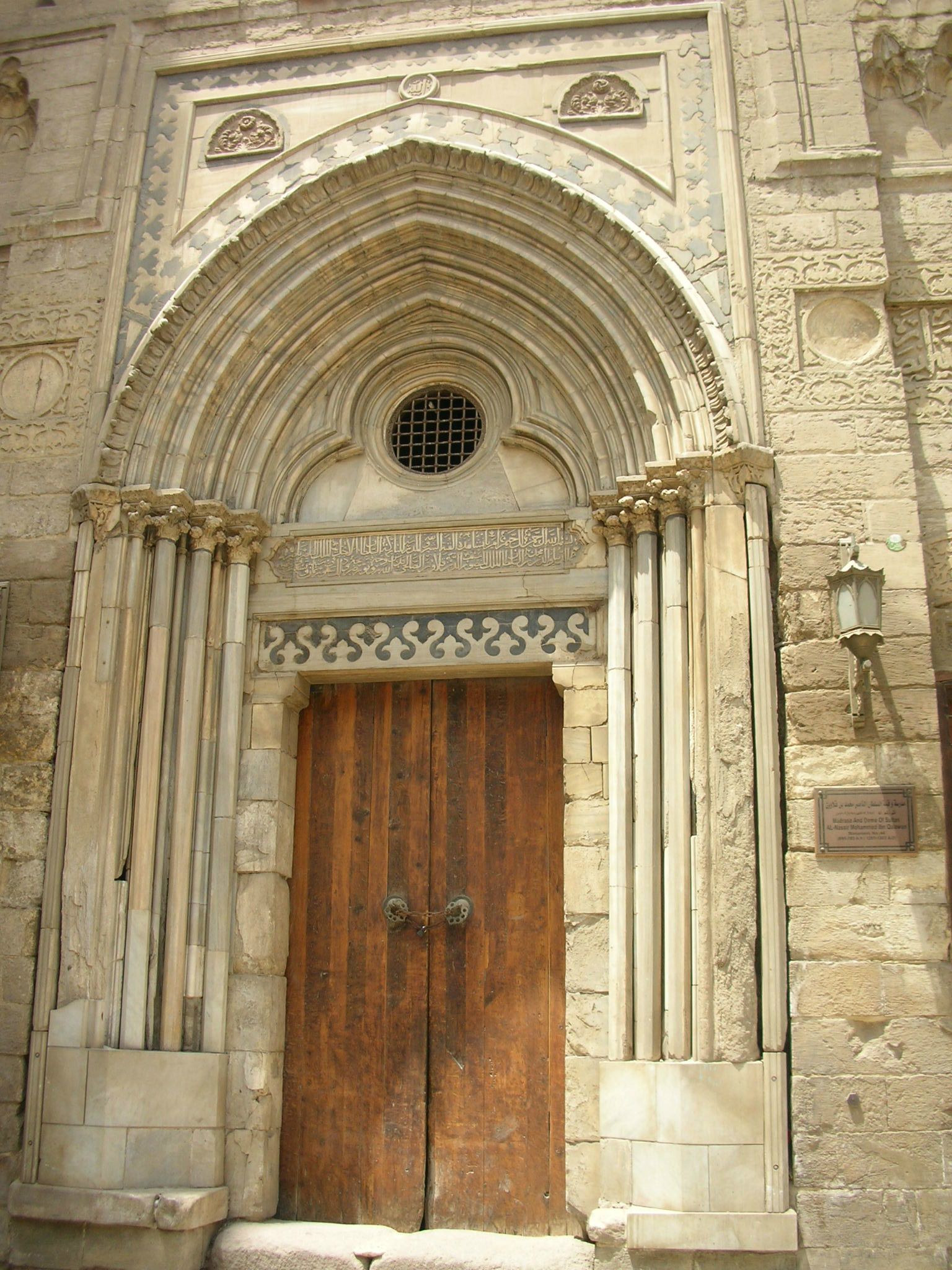
Mausoleum al-Nasir Muhammads: Gotisches Portal mit eingestellten Säulen im Gewände und Archivolten, 2017

Abu-ʿUqṣa und Stern ergruben zwischen 2004 und 2010 an drei Stellen den Boden des Alten Serails, worunter sie in einer puffernden Schuttschicht den Kirchenboden fanden, der im östlichen Serailflügel im Bereich vor dem ehemals triapsidialen Chor, der selber nicht erhalten ist, Spuren der Chorschranken aufwies. Die drei Apsiden, die das Kirchenschiff nach Osten abschlossen, sind in der « Vue de Saint-Jean d’Acre » durch das zerstörte Süd- und Hauptschiff hindurch zu erkennen, wichen aber später dem westlichen Flügel des Riwaqs um die Dschazzar-Pascha-Moschee. Der alte Kirchenboden besteht aus Platten von Marmor dreier verschiedener Färbungen übersät mit Scherben bunter Kirchenfenster. Zudem fanden Abu-ʿUqṣa und Stern inmitten des Kirchenschiffs, heute einenteils unterm Ehrenhof des Alten Serails und anderenteils in dessen Südflügel, in der Schuttschicht drei gestürzte Marmorsäulen und bunte Kapitelle aus Marmor, davon eines mit einem Johanniterkreuz in Orange auf schwarzem Grund. Im Westflügel des Alten Serails, im Bereich des ehemaligen Narthex der Kirche, entdeckten sie eine ausgelassene runde Vertiefung inmitten der Bodenplatten, wo vermutlich die Fünte gestanden hatte.
Am westlichen ehemaligen Haupteingang zur Kirche entdeckten die Ausgräber die Türschwelle aus grauem Marmor. Diese 2,7 Meter lange Schwelle am vermauerten Haupteingang von St. Johannis, die an beiden Enden bis zur Wand Lücken von 35 cm lässt, passt bestens zu dem gotischen Kirchenportal mit seinem Gewände und darin eingestellten Säulen, das Sandschar al-Schudschaʿi als Beute aus Akko nach Kairo mitnahm, wo es zwischen 1296 und 1303 verbaut wurde. Das Kirchenportal dient jetzt als Tor zum Zugang von an-Nasir Muhammads Mausoleum zur Madrasse seines Namens. Daher nimmt Vardit Shotten-Hallel (וַרְדִּית שׁוֹטֶּן-הַלֵּל) an, dass dieses Kirchenportal eher von der Johanniterkirche stammt, als – wie andere vermuten – von der Heilig-Kreuz-Kathedrale (Jim Antoniou), der Andreas- oder der Georgskirche (Alexander Papadopoulos).
Über dem jetzt vermauerten Eingang erhebt sich die Westfassade der Kirche bis zu einer Höhe von 13 Metern über dem jetzigen Straßenniveau, fortgesetzt ums Nordwesteck des Baus herum in einem Teil der nördlichen Kirchenfassade, jetzt beide einbezogen in die Außenmauer des Westflügels des Alten Serails. In den Fensteröffnungen dieser Fassadenteile, die auch in der « Vue de Saint-Jean d’Acre » als Dreipassfenster zu erkennen sind, sind jüngere Fenster, jedoch fehlt heute das Maßwerk, von dem Fragmente bei Ergrabung des Kirchenbodens im Ostflügel des Alten Serails entdeckt wurden. Anders als in Frankreich, wo gotisches Maßwerk meist integraler Bestandteil des übrigen Mauerwerks ist, überwog bei Kreuzfahrerbauten eingesetztes Maßwerk, das im Zuge von Zerstörung oder Neunutzung leicht entfernt werden kann. Die gefundenen Fragmente von Maßwerk erlauben dieses als Dreipassbögen zu rekonstruieren, wie Shotten-Hallel 2010 zeigte.
Shotten-Hallel übertrug die von Étienne Gravier, Marquis d’Ortières, 1686 veröffentlichte, aber wohl von seinem Ingenieur Plantier gezeichnete perspektivische « Vue de Saint-Jean d’Acre » im Format 12 mal 156 Zentimeter, deren Präzision viel gelobt ist, mit Hilfe von Computertechnik in entzerrte Auf- und Grundrisse und glich die so ermittelten Maße mit Messdaten aus der Bauvermessung bestehender Gebäude ab. Der Abgleich ergab, dass die aus Plantiers Panorama errechneten Maßzahlen des Grand Manoir nur um zwei bis drei Zentimeter von den in situ genommenen Maßen abweichen, was bedeutet, dass Plantiers Panorama in der Tat die Qualität photographischer Aufnahmen hat. Mit dieser Methode ermittelt Shotten-Hallel aus Plantiers Zeichnung auch Maße weiterer, damals noch erhaltener, aber heute verschwundener Bauteile der Johanniskirche, und fertigt rekonstruktive Zeichnungen der Johanniskirche anhand der Baubefunde der Krypta, der Spolienfunde und älterer Zeichnungen der Ruine.